# Vertrag von Lissabon

Logo der Regierungskonferenz zum Vertrag von Lissabon

Der Vertrag von Lissabon (ursprünglich auch EU-Grundlagenvertrag bzw. EU-Reformvertrag genannt, portugiesisch Tratado de Lisboa) ist ein völkerrechtlicher Vertrag zwischen den Mitgliedstaaten der Europäischen Union.
Der Vertrag von Lissabon wurde am 13. Dezember 2007 unter portugiesischer Ratspräsidentschaft in Lissabon unterzeichnet und trat am 1. Dezember 2009 in Kraft.
Durch den Vertrag von Lissabon wurden der Vertrag über die Europäische Union (EU-Vertrag) und der Vertrag zur Gründung der Europäischen Gemeinschaft (EG-Vertrag) reformiert und in Vertrag über die Arbeitsweise der Europäischen Union (AEU-Vertrag) umbenannt sowie der Euratom-Vertrag durch Protokoll Nr. 2 abgeändert (siehe Art. 4 Abs. 2).
Der vollständige Titel des Vertrages lautet „Vertrag von Lissabon zur Änderung des Vertrags über die Europäische Union und des Vertrags zur Gründung der Europäischen Gemeinschaft“, veröffentlicht im ABl. 2007/C 306/01, zuletzt bekanntgemacht durch Abdruck der konsolidierten Textfassungen im ABl. 2012/C 326/01.
Inhaltlich übernahm der Vertrag von Lissabon die wesentlichen Elemente des EU-Verfassungsvertrags, der 2005 in einem Referendum in Frankreich und in den Niederlanden abgelehnt worden war. Im Gegensatz zum Verfassungsvertrag ersetzte er EU- und EG-Vertrag aber nicht, sondern änderte sie nur ab.
Zu den Neuerungen des Vertrags von Lissabon zählten unter anderem die rechtliche Fusion von Europäischer Union und Europäischer Gemeinschaft, die Ausweitung des Mitentscheidungsverfahrens auf die polizeiliche und justizielle Zusammenarbeit in Strafsachen, die stärkere Beteiligung der nationalen Parlamente bei der Rechtsetzung der EU, die Einführung einer Europäischen Bürgerinitiative, das neue Amt des Präsidenten des Europäischen Rates, der Ausbau der Kompetenzen des Hohen Vertreters der EU für Außen- und Sicherheitspolitik, die Gründung eines Europäischen Auswärtigen Dienstes, die Rechtsverbindlichkeit der EU-Grundrechtecharta und die erstmalige Regelung eines EU-Austritts. Vor dem Vertrag von Lissabon waren EU- und EG-Vertrag zuletzt durch den Vertrag von Nizza von 2003 und durch die zwischenzeitlich erfolgten Beitritte neuer Mitgliedstaaten geändert worden. Die Regelungen zu EU-Militäreinsätzen aus dem Nizza-Vertrag wurden erweitert und damit das Wirtschaftsbündnis zum Verteidigungsbündnis weiterentwickelt.
Bei der Ratifikation des Vertrags kam es in mehreren Mitgliedstaaten zu Schwierigkeiten. Insbesondere ein ablehnendes Referendum in Irland im Sommer 2008 verzögerte den ursprünglichen Zeitplan. Nach einer Wiederholung des Referendums im Herbst 2009 trat der Vertrag schließlich zum 1. Dezember 2009 in Kraft.

## Struktur
Hinter dem 2004 unterzeichneten EU-Verfassungsvertrag hatte das Konzept gestanden, alle bestehenden EU-Verträge aufzuheben (Art. IV-437 EUVV) und durch einen einheitlichen Text mit der Bezeichnung „Verfassung“ zu ersetzen. Nachdem der Verfassungsvertrag jedoch 2005 durch Referenden in Frankreich und den Niederlanden gescheitert war, wurde dieses Ziel in dem 2007 erteilten Mandat für die Regierungskonferenz über den Reformvertrag ausdrücklich aufgegeben. Stattdessen wurde die Substanz des Verfassungsvertrags in das bereits existierende Vertragswerk eingearbeitet.
Der Vertrag von Lissabon ist daher ein „Änderungsvertrag“, der im Wesentlichen aus den beschlossenen Veränderungen an den bisherigen Verträgen besteht. Er ist folgendermaßen gegliedert:
| I. II. III. IV. V. VI. |  | Präambel Änderungen des EU-Vertrags (Artikel 1) Änderungen des EG-Vertrags (Artikel 2) Schlussbestimmungen (Artikel 3 bis 7) Protokolle (Artikel 4) Anhang (Übereinstimmungstabellen zur durchgehenden Neunummerierung gemäß Artikel 5) |

Die EU beruht somit auch weiterhin auf mehreren Verträgen. Am bedeutendsten sind davon der Vertrag über die Europäische Union (EUV) und der Vertrag zur Gründung der Europäischen Gemeinschaft (EGV), welcher durch den Vertrag von Lissabon in „Vertrag über die Arbeitsweise der Europäischen Union“ (AEUV) umbenannt wurde. Diese Namensänderung ergab sich, da aufgrund der veränderten Struktur der EU nun die Europäische Gemeinschaft nicht mehr als Institution mit eigenem Namen existierte; all ihre Funktionen wurden von der EU übernommen.
Neben den beiden Hauptverträgen sind noch weitere Dokumente, auf die der EU-Vertrag Bezug nimmt, Bestandteil des EU-Primärrechts. Dabei handelt es sich um 37 Protokolle und 2 Anhänge (vgl. Art. 51 EU-Vertrag) sowie um die EU-Grundrechtecharta (vgl. Art. 6 Abs. 1 EU-Vertrag). Außerdem soll die EU laut Art. 6 Abs. 2 EU-Vertrag der Europäischen Menschenrechtskonvention (EMRK) beitreten.
Die der Schlussakte beigefügten 65 Erklärungen und die „Erläuterungen zur Grundrechtecharta“ sind mangels besonderer Anordnung nicht Bestandteil der Verträge und gehören somit nicht zum Primärrecht. Beide dienen allerdings als Interpretationshilfe (im Sinne des Art. 31 Abs. 2 der Wiener Vertragsrechtskonvention) und können etwa für Gerichtsentscheidungen unterstützend herangezogen werden. Die dem Vertrag von Lissabon angehängten Erklärungen verdeutlichen Standpunkte einzelner bzw. aller Mitgliedstaaten zu bestimmten Aspekten.

## Zeitliche Einordnung
| Unterz. In Kraft Vertrag                    | 1948 Brüsseler Pakt                                               | 1951 1952 Paris                                                   | 1954 1955 Pariser Verträge                      | 1957 1958 Rom                                       | 1965 1967 Fusions- vertrag                          | 1986 1987 Einheitliche Europäische Akte | 1992 1993 Maastricht     | 1992 1993 Maastricht          | 1997 1999 Amsterdam           | 2001 2003 Nizza        | 2001 2003 Nizza | 2007 2009 Lissabon |  |  |  |  |  |  |  |  |  |
|                                             |                                                                   |                                                                   |                                                 |                                                     |                                                     |                                         |                          |                               |                               |                        |                 |                    |  |  |  |  |  |  |  |  |  |
| Europäische Gemeinschaften                  | Europäische Gemeinschaften                                        | Drei Säulen der Europäischen Union                                | Drei Säulen der Europäischen Union              | Drei Säulen der Europäischen Union                  | Drei Säulen der Europäischen Union                  | Drei Säulen der Europäischen Union      |                          |                               |                               |                        |                 |                    |  |  |  |  |  |  |  |  |  |
|                                             | Europäische Atomgemeinschaft (Euratom)                            | Europäische Atomgemeinschaft (Euratom)                            | →                                               |                                                     |                                                     |                                         | ←                        |                               |                               |                        |                 |                    |  |  |  |  |  |  |  |  |  |
|                                             |                                                                   |                                                                   | →                                               | Europäische Gemeinschaft für Kohle und Stahl (EGKS) | Europäische Gemeinschaft für Kohle und Stahl (EGKS) | Vertrag 2002 ausgelaufen                | Vertrag 2002 ausgelaufen |                               | Europäische Union (EU)        | Europäische Union (EU) |                 |                    |  |  |  |  |  |  |  |  |  |
|                                             |                                                                   |                                                                   | →                                               | Europäische Wirtschaftsgemeinschaft (EWG)           | Europäische Wirtschaftsgemeinschaft (EWG)           |                                         | ←                        | Europäische Gemeinschaft (EG) | Europäische Gemeinschaft (EG) | Europäische Union (EU) |                 |                    |  |  |  |  |  |  |  |  |  |
|                                             |                                                                   |                                                                   | →                                               | Justiz und Inneres (JI)                             |                                                     |                                         | ←                        | Europäische Gemeinschaft (EG) | Europäische Gemeinschaft (EG) | Europäische Union (EU) |                 |                    |  |  |  |  |  |  |  |  |  |
|                                             | Polizeiliche und justizielle Zusammenarbeit in Strafsachen (PJZS) | Polizeiliche und justizielle Zusammenarbeit in Strafsachen (PJZS) | →                                               | Justiz und Inneres (JI)                             | ←                                                   |                                         |                          |                               |                               | Europäische Union (EU) |                 |                    |  |  |  |  |  |  |  |  |  |
| Europäische Politische Zusammenarbeit (EPZ) | →                                                                 | Gemeinsame Außen- und Sicherheitspolitik (GASP)                   | Gemeinsame Außen- und Sicherheitspolitik (GASP) | Gemeinsame Außen- und Sicherheitspolitik (GASP)     | ←                                                   |                                         |                          |                               |                               | Europäische Union (EU) |                 |                    |  |  |  |  |  |  |  |  |  |
| Westunion (WU)                              | Westunion (WU)                                                    | Westeuropäische Union (WEU)                                       | Westeuropäische Union (WEU)                     | Westeuropäische Union (WEU)                         | Westeuropäische Union (WEU)                         |                                         |                          |                               |                               | Europäische Union (EU) |                 |                    |  |  |  |  |  |  |  |  |  |
| Westunion (WU)                              | Westunion (WU)                                                    | Westeuropäische Union (WEU)                                       | Westeuropäische Union (WEU)                     | Westeuropäische Union (WEU)                         | Westeuropäische Union (WEU)                         | aufgelöst zum 1. Juli 2011              |                          |                               |                               |                        |                 |                    |  |  |  |  |  |  |  |  |  |
|                                             |                                                                   |                                                                   |                                                 |                                                     |                                                     |                                         |                          |                               |                               |                        |                 |                    |  |  |  |  |  |  |  |  |  |

## Änderungen gegenüber den Verträgen in der Fassung von Nizza
Wesentliches Ziel des Vertrags von Lissabon (ebenso wie des gescheiterten Verfassungsvertrags) war eine Reform des politischen Systems der EU. Dabei sollten einerseits die internen Koordinationsmechanismen ausgebaut und die Vetomöglichkeiten einzelner Mitgliedstaaten reduziert werden, um die EU nach der Osterweiterung 2004 handlungsfähig zu halten; andererseits sollten die Rechte des Europäischen Parlaments gestärkt werden, um die demokratische Legitimation der EU zu erhöhen.
Wichtige Änderungen waren unter anderem:
- eine Ausweitung der gesetzgeberischen Zuständigkeiten des Europäischen Parlaments, das nun in den meisten Politikbereichen dem Rat der Europäischen Union (umgangssprachlich auch als Ministerrat bezeichnet) gleichgestellt wurde;
- die Ausweitung der Mehrheitsentscheidungen im Rat der Europäischen Union und die Einführung der doppelten Mehrheit als Abstimmungsverfahren (allerdings erst ab 2014), um die Möglichkeit eines einzelstaatlichen Vetos zu reduzieren;
- das neue Amt des Präsidenten des Europäischen Rates, der für je zweieinhalb Jahre vom Europäischen Rat ernannt wird, um eine größere Kontinuität in dessen Aktivitäten zu sichern (Art. 15 EU-Vertrag);
- die Einführung eines „EU-Außenministers“ (allerdings unter der Bezeichnung Hoher Vertreter für Außen- und Sicherheitspolitik), der vom Europäischen Rat ernannt wird und zugleich Vorsitzender des Außenministerrats und Vizepräsident der Kommission ist (Art. 18 EU-Vertrag);
- die Einrichtung eines Europäischen Auswärtigen Dienstes, der sich aus Beamten der Kommission, des Ratssekretariats und der diplomatischen Dienste aller Mitgliedstaaten zusammensetzt;
- die Formulierung eines Kompetenzkatalogs, der die Zuständigkeiten der EU deutlicher als bisher definiert;
- die Institutionalisierung der Verstärkten Zusammenarbeit, durch die eine Gruppe von Mitgliedstaaten untereinander weitergehende Integrationsschritte verwirklichen kann, auch wenn andere sich nicht daran beteiligen;
- die Ausweitung der Gemeinsamen Sicherheits- und Verteidigungspolitik (GSVP), unter anderem durch den Ausbau der Europäischen Verteidigungsagentur und die Einführung eines Anschubfonds zur kurzfristigen Finanzierung militärischer Aktivitäten (an dem sich jedoch nur die Mitgliedstaaten beteiligen, die dazu bereit sind);
- die Ausstattung der EU mit eigener Rechtspersönlichkeit (bislang der EG vorbehalten);
- den Beitritt der EU zur Europäischen Menschenrechtskonvention (Art. 6 EU-Vertrag);
- die Einführung der Europäischen Bürgerinitiative;
- eine Verschärfung der EU-Beitrittskriterien;
- die Regelung des freiwilligen Austritts von Mitgliedstaaten aus der EU.

### Institutionelle Neuerungen

#### Europäisches Parlament
Das Europäische Parlament zählt zu denjenigen Institutionen, deren Kompetenzen durch den Vertrag von Lissabon am meisten ausgebaut wurden. Gemäß Art. 14 EU-Vertrag wird es gemeinsam mit dem Rat der Europäischen Union als Gesetzgeber tätig und übt gemeinsam mit ihm die Haushaltsbefugnisse aus. Das Mitentscheidungsverfahren, das Parlament und Rat gleiche Rechte im Gesetzgebungsprozess zubilligt, wurde zum neuen „ordentlichen Gesetzgebungsverfahren“ und ist nun in der Mehrzahl der Politikbereiche gültig. Insbesondere die Gemeinsame Agrarpolitik und die polizeiliche und justizielle Zusammenarbeit in Strafsachen wurden in den Zuständigkeitsbereich des Parlaments mit aufgenommen; die gemeinsame Außen- und Sicherheitspolitik verblieb allerdings als alleinige Kompetenz des Rates.
Auch bezüglich des EU-Haushalts erhielt das Europäische Parlament neue Kompetenzen: Schon bisher hatte das Parlament ein Budgetrecht besessen, von dem allerdings die Ausgaben für die Gemeinsame Agrarpolitik ausgenommen waren, die rund 46 % des Gesamtetats ausmachten. Durch den Vertrag von Lissabon wurde nun auch der Agrarsektor in den regulären Haushalt mit einbezogen; das Parlament besitzt damit das letzte Wort über alle Ausgaben der EU. Die letzte Entscheidung über die Einnahmen der EU wird aber nach wie vor beim Rat liegen, sodass das Parlament weiterhin nicht selbstständig den Gesamtetat erhöhen oder EU-Steuern einführen kann.
Die genauen Bestimmungen zur Zusammensetzung des Europäischen Parlaments überließ der Vertrag einer späteren Entscheidung des Europäischen Rats. Er bestimmte lediglich eine „degressiv proportionale“ Vertretung der Bürger, nach der einem großen Staat insgesamt mehr, pro Einwohner allerdings weniger Sitze zustehen als einem kleinen. Außerdem muss jeder Staat zwischen 6 und 96 Sitze haben. Die Anzahl der Europaabgeordneten wurde auf 750 plus den Parlamentspräsidenten festgelegt (statt zuvor 785 ab der Erweiterung 2007 bzw. 736 nach der Europawahl 2009).
Die Abstimmungsmodi des Parlaments wurden nicht verändert:
- absolute Mehrheit der abgegebenen Stimmen: Normalfall (z. B. Gesetzgebung, Bestätigung des Kommissionspräsidenten)
- absolute Mehrheit der gewählten Mitglieder: in der zweiten Lesung bei Gesetzgebungsprozessen
- Zweidrittelmehrheit: bei einigen Ausnahmeentscheidungen (z. B. Misstrauensantrag gegen die Kommission)

#### Europäischer Rat und sein Präsident
Der Europäische Rat, der sich aus den Staats- und Regierungschefs der einzelnen Mitgliedstaaten zusammensetzt und seit den siebziger Jahren regelmäßig tagt, gilt als ein wichtiger Motor der europäischen Integration. Seit dem Vertrag von Maastricht hatte er eine wesentliche Rolle im intergouvernementalen Bereich der Europäischen Union, er war aber (anders als der Ministerrat) kein Organ der Europäischen Gemeinschaften. Durch den Vertrag von Lissabon wurde er formal den anderen Organen gleichgestellt. Außerdem wurden ihm die Befugnisse des im EG-Vertrag genannten „Rates in der Zusammensetzung der Staats- und Regierungschefs“ übertragen, der faktisch, aber nicht rechtlich mit dem Europäischen Rat übereingestimmt hatte.
Die wesentlichen Aufgaben des Europäischen Rates änderten sich durch den Vertrag von Lissabon nicht. Sie sind weiterhin:
- die Festlegung der „allgemeinen politischen Zielvorstellungen und Prioritäten“ der Europäischen Union, ohne dass der Europäische Rat selbst gesetzgeberisch tätig wird;
- grundlegende Entscheidungen wie etwa neue EU-Erweiterungen oder die Übertragung weiterer Kompetenzen an die EU;
- das Vorschlagsrecht für den Kommissionspräsidenten, den Hohen Vertreter für Außen- und Sicherheitspolitik und die übrigen Kommissionsmitglieder.

Auch die Abstimmungsformen im Europäischen Rat blieben unverändert: Er trifft Entscheidungen weiterhin grundsätzlich „im Konsens“, also einstimmig; nur bei Personalentscheidungen gilt die qualifizierte Mehrheit.
Eine bedeutende Neuerung des Vertrags von Lissabon war jedoch die Einrichtung des Amtes eines Präsidenten des Europäischen Rates. Dieser wird vom Europäischen Rat mit qualifizierter Mehrheit für zweieinhalb Jahre (bei einmaliger Wiederwahlmöglichkeit) gewählt und löste damit den zuvor im halbjährlichen Rhythmus rotierenden Ratsvorsitz ab, der jeweils von einem der Regierungschefs wahrgenommen wurde. Damit sollte die Effizienz der Aktivitäten des Europäischen Rates gesteigert werden: Als nachteilig am früheren System der „Semesterpräsidenten“ wurden einerseits die mit dem Vorsitz wechselnden Schwerpunkte in der politischen Agenda und die unterschiedliche Mentalität der Vorsitzenden empfunden, andererseits die Doppelbelastung, da der Ratsvorsitzende immer zugleich auch Regierungschef seines eigenen Landes war. Der hauptamtliche Präsident sollte durch die verlängerte Amtszeit eine kontinuierliche Koordination zwischen den Regierungschefs gewährleisten. Außerdem sollte er dem Europäischen Rat – als einem der Hauptentscheidungsorgane der EU – ein „Gesicht“ geben. Allerdings sollte er nicht in die Tagespolitik eingreifen und öffentlich letztlich nur die Positionen vertreten, auf die sich die Staats- und Regierungschefs zuvor geeinigt hätten.

#### Rat der Europäischen Union
Der Rat der Europäischen Union („Ministerrat“) besteht aus den Ministern der einzelnen Mitgliedstaaten, die für das jeweils aktuelle Thema, für das der Rat zusammentritt, zuständig sind. Seine Hauptaufgabe ist die Gesetzgebung zusammen mit dem Europäischen Parlament. Grundsätzlich gilt dabei, dass der Rat meist einstimmig entscheidet, sofern das Parlament keine oder nur wenig Mitspracherechte hat, und nach dem Mehrheitsprinzip, sofern auch das Parlament am Entscheidungsprozess beteiligt ist.
Durch den Vertrag von Lissabon wurde die letztere Variante zum Normalfall, sodass der Rat in der Regel mit qualifizierter Mehrheit entscheidet und ein Vetorecht für einzelne Länder nur noch in einigen Ausnahmefällen gilt. Weiterhin einstimmig werden allerdings unter anderem alle Fragen der Gemeinsamen Außen- und Sicherheitspolitik und der Steuern entschieden. Neu ist außerdem, dass der Ministerrat bei allen Gesetzgebungsentscheidungen öffentlich tagt. Dies soll die Transparenz verbessern.
Anders als im Europäischen Rat wurde für den Ministerrat das Prinzip einer halbjährlich zwischen den Mitgliedstaaten wechselnden Ratspräsidentschaft beibehalten. Lediglich für den neu geschaffenen Rat für Auswärtige Angelegenheiten wurde als fester Vorsitzender der auf fünf Jahre gewählte Hohe Vertreter der EU für Außen- und Sicherheitspolitik bestimmt (siehe unten).

#### „Doppelte Mehrheit“ bei Ratsentscheidungen
Eine wichtige Änderung des Vertrags betraf die Abstimmungsregelungen im Ministerrat. Dort wurden für die sogenannte „qualifizierte Mehrheit“ (die für die meisten Sachentscheidungen notwendig ist) die Stimmen der einzelnen Länder bisher gewichtet. Größeren Ländern kamen dabei allgemein mehr, kleineren weniger Stimmen zu; die genaue Stimmengewichtung war jedoch im Vertrag von Nizza weitgehend willkürlich beschlossen worden. Für eine Entscheidung musste es jeweils eine Mehrheit von (a) mindestens der Hälfte der Staaten geben, die gleichzeitig (b) 62 % der EU-Bevölkerung und (c) 74 % der gewichteten Stimmen (nämlich 258 von insgesamt 345 Stimmen) repräsentierten.
Der Vertrag von Lissabon ersetzte dieses Dreifachkriterium durch das Prinzip der sogenannten doppelten Mehrheit: Für eine Entscheidung müssen nun (a) 55 % der Mitgliedstaaten zustimmen, die (b) mindestens 65 % der EU-Bevölkerung repräsentieren.
Diese Veränderung sollte das Zustandekommen von Mehrheiten einfacher machen, zudem sollte das neue Entscheidungssystem einfacher zu verstehen sein als das frühere. Außerdem bewirkte sie eine Machtverschiebung, durch die die großen und die sehr kleinen Staaten zulasten der mittelgroßen an Einfluss gewannen. Dies führte zum Widerstand insbesondere Polens, das im Vertrag von Lissabon einen späteren Termin für die Einführung der doppelten Mehrheit durchsetzte. Sie trat daher erst ab 2014 als Abstimmungsregel in Kraft. Aufgrund der Erklärung Nr. 7 zum Vertrag von Lissabon konnten Staaten in Streitfällen sogar noch bis 2017 verlangen, dass auf die Stimmengewichtung des Vertrages von Nizza zurückgegriffen wurde. Nach der sogenannten Ioannina-Klausel kann zudem eine bestimmte Minderheit von Staaten weiterhin auch den Aufschub einer Entscheidung fordern.

#### Hoher Vertreter für Außen- und Sicherheitspolitik
Eine weitere Neuerung des Vertrags von Lissabon betraf die Gemeinsame Außen- und Sicherheitspolitik (GASP). Die bisherige Ministerratsformation als Rat für Allgemeine Angelegenheiten und Außenbeziehungen, in der sich die Außenminister der Mitgliedstaaten trafen, wurde aufgeteilt in einen Rat für Allgemeine Angelegenheiten und einen Rat für Auswärtige Angelegenheiten. Während es im Rat für Allgemeine Angelegenheiten wie bisher einen halbjährlich zwischen den Mitgliedstaaten wechselnden Vorsitz gibt, wird der Vorsitz des Außenministerrats vom Hohen Vertreter der EU für Außen- und Sicherheitspolitik eingenommen.
Dieses Amt, das (unter der Bezeichnung „Hoher Vertreter für die Gemeinsame Außen- und Sicherheitspolitik“) bereits zuvor existiert hatte, wurde durch den Vertrag von Lissabon stark aufgewertet. Neben dem Vorsitzenden des Außenministerrats übernahm er auch die Funktionen des Außenkommissars und eines Vizepräsidenten der Europäischen Kommission. Dieser „Doppelhut“ soll es ihm ermöglichen, die schwierige Koordination der europäischen Außenpolitik zu leiten. Während der Hohe Vertreter zuvor lediglich für die Durchführung der Beschlüsse des Ministerrats zuständig war, kann er nun als Ratsvorsitzender und Kommissionsmitglied auch selbstständig Initiative ergreifen und Politikvorschläge machen. Außenpolitische Grundsatzentscheidungen können aber weiterhin nur einstimmig vom Rat getroffen werden.
Zugleich wurde mit dem Vertrag von Lissabon die vorherige Zusammenlegung der Ämter des Hohen Vertreters und des Generalsekretärs des Rates wieder aufgehoben.
Außerdem wurde durch den Vertrag von Lissabon die Einrichtung eines Europäischen Auswärtigen Dienstes (EAD) beschlossen, der dem Hohen Vertreter unterstellt sein soll. Er soll mit den diplomatischen Diensten der Mitgliedstaaten zusammenarbeiten, sie aber nicht ersetzen. Personell und organisatorisch soll der neue EAD besser ausgestattet sein als die bereits zuvor existierenden Delegationen der Europäischen Kommission. Er wird sich aus Mitgliedern dieser Delegationen, Diplomaten der Mitgliedstaaten sowie Personal des Ratssekretariats zusammensetzen.

#### Kommission und ihr Präsident

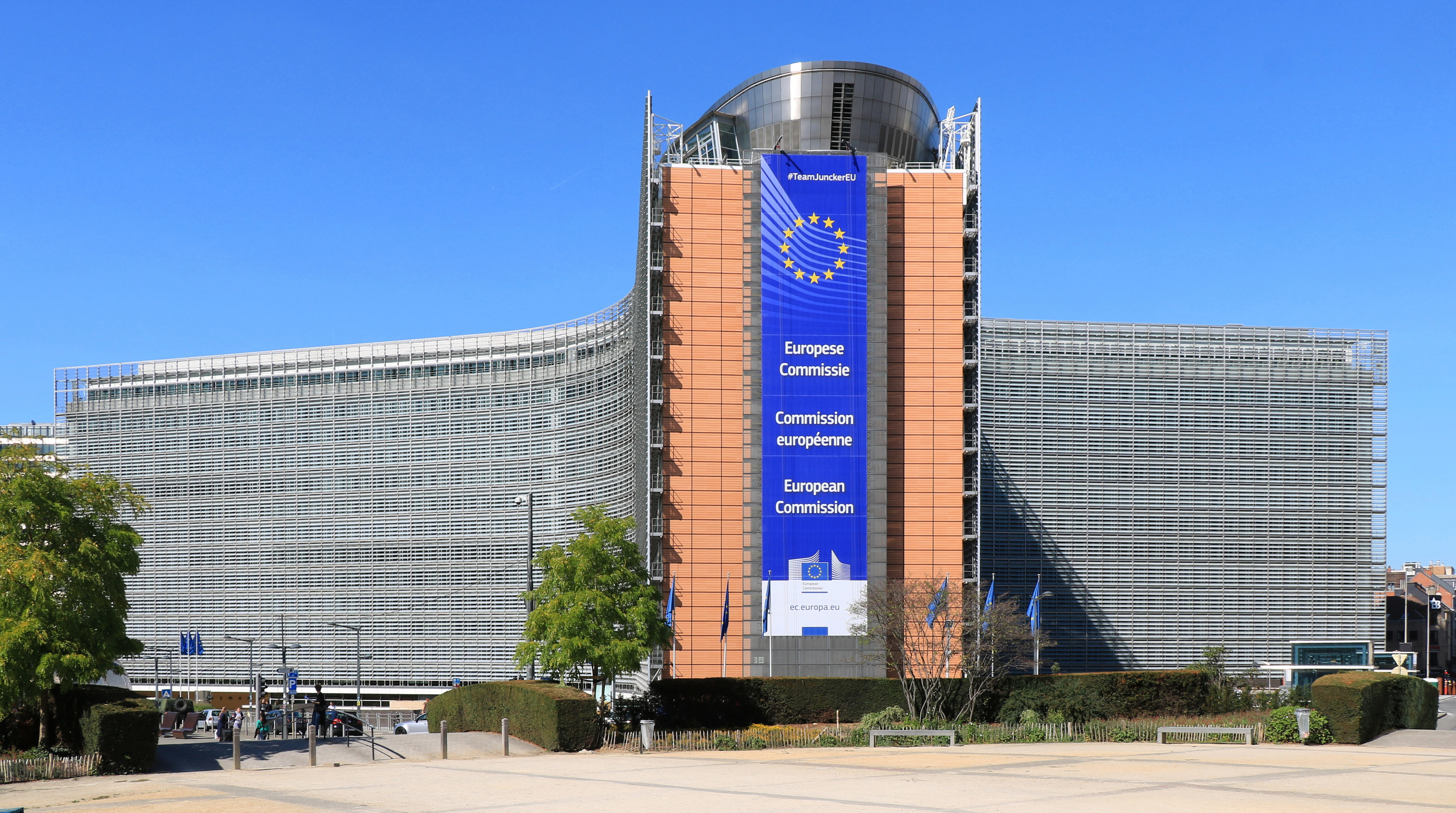
Hauptquartier der Europäischen Kommission in Brüssel (Berlaymont-Gebäude).

Im Ernennungsverfahren und der Funktionsweise der Europäischen Kommission gab es nur wenige Veränderungen. Ihr alleiniges Initiativrecht in der EU-Rechtsetzung wurde gestärkt, indem die Ausnahmefälle, in denen auch der Rat Gesetzgebungsvorschläge machen kann – insbesondere in der Innen- und Justizpolitik –, reduziert wurden. Zudem wurde die Rolle des Kommissionspräsidenten gestärkt: Dieser erhielt nun ausdrücklich eine Richtlinienkompetenz in der Kommission und kann auch selbstständig einzelne Kommissare entlassen (Art. 17 Abs. 6 EU-Vertrag).
Der Wortlaut des Vertrags (Art. 17 Abs. 5 EU-Vertrag) sah zudem eine Verkleinerung der Kommission vor, sodass ab 2014 nur noch zwei Drittel der Staaten einen Kommissar sollten stellen können, sofern der Europäische Rat nicht einstimmig etwas anderes beschließe. Allerdings beschlossen die Staats- und Regierungschefs der EU schon 2008, diese Regelung vorläufig nicht in Kraft treten zu lassen, sodass auch weiterhin jeder Staat einen Kommissar stellt.
Das Wahlverfahren der Kommission ist wie bisher zweistufig: Nach der Europawahl schlägt der Europäische Rat einen Kandidaten für das Amt des Kommissionspräsidenten vor, der vom Europäischen Parlament bestätigt werden muss. Der Europäische Rat muss dabei seit dem Vertrag von Lissabon das Ergebnis der Europawahl „berücksichtigen“, im Normalfall also ein Mitglied derjenigen Europapartei vorschlagen, die die stärkste Fraktion im Europäischen Parlament stellt. Danach schlägt der Europäische Rat zusammen mit dem Kommissionspräsidenten die weiteren Kommissare (einschließlich des Hohen Vertreters für Außen- und Sicherheitspolitik) vor, die dann als Kollegium vom Parlament bestätigt werden müssen. Die Ressorts der Kommissare werden schließlich vom Kommissionspräsidenten festgelegt, mit Ausnahme der Außenpolitik, die in jedem Fall an den Hohen Vertreter geht.

#### Nationale Parlamente
Schon im Vertrag von Maastricht waren für die EU die Grundsätze der Subsidiarität und der Verhältnismäßigkeit festgelegt worden, die im Vertrag von Lissabon (Art. 5 EU-Vertrag) bestätigt wurden. Subsidiarität heißt, dass die Union nur tätig wird, sofern „die Ziele […] von den Mitgliedstaaten weder auf zentraler noch auf regionaler oder lokaler Ebene ausreichend verwirklicht werden können, sondern […] auf Unionsebene besser zu verwirklichen sind“. Die Union darf also eine Aufgabe nur dann von den Mitgliedstaaten übernehmen, wenn die unteren politischen Ebenen (im Fall von Deutschland Gemeinden, Bundesländer und der Bund) nicht in der Lage sind, diese ausreichend auszuführen, die EU aber schon. Was „ausreichend“ im Einzelfall bedeutet, entscheidet der Europäische Gerichtshof (EuGH).
Zur Sicherung der Subsidiarität wurden durch den Vertrag von Lissabon vor allem die Rechte der nationalen Parlamente durch ein sogenanntes Frühwarnsystem gestärkt: Innerhalb von acht Wochen, nachdem die Kommission einen Gesetzesvorschlag auf den Weg bringt, können diese nun begründen, warum dieses Gesetz ihrer Ansicht nach gegen den Subsidiaritätsgedanken verstößt. Bei Kritik von einem Drittel der Parlamente muss die Kommission ihren Vorschlag überprüfen. Sie kann den Einwand der Parlamente auch zurückweisen, muss ihre Entscheidung aber in jedem Fall begründen.
Letztlich zuständig für die Wahrung des Subsidiaritätsprinzips blieb weiterhin der Europäische Gerichtshof (EuGH). Wie schon zuvor können hier die Regierungen der Mitgliedstaaten und der Ausschuss der Regionen Klage erheben.

#### Auflösung des Drei-Säulen-Modells und Rechtspersönlichkeit der EU
Nach dem vorherigen Vertragswerk basierte das politische System der EU auf sogenannten „drei Säulen“ (Art. 1 Abs. 3 Satz 1 EU):
- den Europäischen Gemeinschaften (Euratom und Europäische Gemeinschaft),
- der Gemeinsamen Außen- und Sicherheitspolitik (GASP) und
- der polizeilichen und justiziellen Zusammenarbeit in Strafsachen (PJZS).

Dabei besaßen lediglich die Europäischen Gemeinschaften, nicht aber die Europäische Union selbst Rechtspersönlichkeit. Dies bewirkte, dass die EG im Rahmen ihrer Kompetenzen allgemein verbindliche Beschlüsse fassen konnte, während die EU lediglich als „Dachorganisation“ tätig war. Insbesondere in der GASP konnte die EU nicht als eigenständige Institution auftreten, sondern immer nur in Gestalt ihrer einzelnen Mitgliedstaaten.
Durch den Vertrag von Lissabon wurden die „drei Säulen“ aufgelöst, indem die Worte „Europäische Gemeinschaft“ durchgängig durch „Europäische Union“ ersetzt wurden (der frühere Vertrag zur Gründung der Europäischen Gemeinschaft wurde zum Vertrag über die Arbeitsweise der Europäischen Union). Die EU übernahm damit die Rechtspersönlichkeit der EG. Dadurch kann sie als Völkerrechtssubjekt in eigenem Namen (wenn auch grundsätzlich nur auf einstimmigen Beschluss des Rats für Auswärtige Angelegenheiten)
- internationale Verträge und Abkommen unterzeichnen,
- über den neu geschaffenen Europäischen Auswärtigen Dienst diplomatische Beziehungen mit anderen Staaten unterhalten und
- Mitglied in internationalen Organisationen werden, sofern diese auch nicht-nationalstaatliche Mitglieder aufnehmen (etwa der Europarat).

Die Europäische Atomgemeinschaft (Euratom), die neben der EG zu den Europäischen Gemeinschaften gehörte, blieb auch nach dem Vertrag von Lissabon als eigenständige Organisation bestehen. Sie ist jedoch in ihren Strukturen an die EU angegliedert und teilt ihre Organe mit der EU.

### Inhaltliche Neuerungen
Neben den institutionellen Veränderungen sah der Vertrag von Lissabon auch eine Anzahl inhaltlicher Neuerungen vor, die etwa die Kompetenzen der Europäischen Union neu ordneten oder bestimmte Formen der Zusammenarbeit zwischen den Mitgliedstaaten neu strukturierten. Auch hier orientierte sich der Vertrag im Wesentlichen am gescheiterten EU-Verfassungsvertrag.

#### Kompetenzabgrenzung
Die Europäische Union besitzt nach dem „Prinzip der begrenzten Einzelermächtigung“ grundsätzlich nur die Kompetenzen, die ihr in den Gründungsverträgen ausdrücklich zugestanden werden. In den früheren Verträgen fanden sich diese Kompetenzen jedoch nicht in einem bestimmten Artikel aufgelistet, sondern über das ganze Vertragswerk verteilt. Dies erschwerte das Verständnis des Vertrages und führte häufig zu Unklarheiten über den Umfang der Zuständigkeiten der Union im Einzelnen.
Im Vertrag von Lissabon sollte dieses Problem durch einen „Kompetenzkatalog“ (nach Vorbild des Kompetenzkatalogs im deutschen Grundgesetz) gelöst werden, der die Zuständigkeiten der Union systematischer darstellt. Art. 2 AEU-Vertrag unterscheidet deshalb zwischen ausschließlichen, geteilten und unterstützenden Zuständigkeiten. Art. 3 bis Art. 6 AEU-Vertrag ordnen schließlich die verschiedenen Politikbereiche, in denen die EU Zuständigkeiten hat, der jeweiligen Zuständigkeitsart zu.
- Bei ausschließlichen Kompetenzen (Art. 3 Abs. 1 lit. a–e, Abs. 2 AEUV) der Union ist nur die EU zuständig. Hierzu zählen insbesondere Handelspolitik und Zollunion.
- Im Fall der geteilten Zuständigkeit (Art. 4 AEUV) ist die EU zuständig, die Mitgliedstaaten können jedoch Gesetze erlassen, soweit die Union dies nicht selbst tut. Dies umfasst unter anderem die Bereiche Binnenmarkt, Agrarpolitik, Energiepolitik, Verkehrspolitik, Umweltpolitik und Verbraucherschutz.
- Bei einer unterstützenden Zuständigkeit (Art. 6 AEUV) kann die EU Maßnahmen der Mitgliedstaaten unterstützen, koordinieren oder ergänzen, aber nicht selbst gesetzgeberisch tätig werden. Dies gilt unter anderem in den Bereichen Gesundheitspolitik, Industriepolitik, Bildungspolitik und Katastrophenschutz.

Zusätzlich genannt werden im Vertragstext (Art. 5 AEUV) die intergouvernementalen Bereiche Wirtschafts- und Beschäftigungspolitik sowie in Art. 21 bis 46 EUV die Außen- und Sicherheitspolitik, in denen die EU Leitlinien festlegen kann, jedoch nur durch einstimmigen Beschluss der Mitgliedstaaten im Ministerrat.

#### Ziele und Werte der Union
Ebenfalls ausdrücklich definiert wurden im Vertrag von Lissabon die „Ziele und Werte der Union“, die für das gesamte Handeln der EU verpflichtend sind. So heißt es in Art. 2 EU-Vertrag:

„Die Werte, auf die sich die Union gründet, sind die Achtung der Menschenwürde, Freiheit, Demokratie, Gleichheit, Rechtsstaatlichkeit und die Wahrung der Menschenrechte einschließlich der Rechte der Personen, die Minderheiten angehören. Diese Werte sind allen Mitgliedstaaten in einer Gesellschaft gemeinsam, die sich durch Pluralismus, Nichtdiskriminierung, Toleranz, Gerechtigkeit, Solidarität und die Gleichheit von Frauen und Männern auszeichnet.“

Art. 3 EU-Vertrag legt die Ziele der Union fest, darunter die Förderung des Friedens, die Schaffung eines Binnenmarkts mit freiem und unverfälschtem Wettbewerb, Wirtschaftswachstum, Preisstabilität, soziale Marktwirtschaft, Umweltschutz, soziale Gerechtigkeit, kulturelle Vielfalt, weltweite Beseitigung der Armut, Förderung des Völkerrechts etc.

#### Grundrechtecharta und Beitritt zur Europäischen Menschenrechtskonvention
Eine bedeutende Neuerung bestand in der Charta der Grundrechte der Europäischen Union, die erst durch den Vertrag von Lissabon rechtskräftig wurde (Art. 6 Abs. 1 EU-Vertrag). Sie bindet die Europäische Union sowie alle Mitgliedstaaten bei der Durchführung von europäischem Recht.
Die Charta war bereits 2000 vom Europäischen Rat in Nizza verabschiedet und feierlich proklamiert worden, zunächst jedoch ohne Rechtsverbindlichkeit geblieben. Inhaltlich orientiert sie sich an der Europäischen Menschenrechtskonvention (EMRK). Sie geht in manchen Teilen weiter, in anderen weniger weit als vergleichbare Grundrechtskataloge, etwa im deutschen Grundgesetz. Art. 53 der Grundrechtecharta legt ausdrücklich das „Günstigkeitsprinzip“ fest, wonach die Grundrechtecharta in keinem Fall eine Verschlechterung der Grundrechtslage für den Einzelnen bedeuten darf. Sofern sich also die Grundrechtecharta und andere rechtsgültige Grundrechtskataloge widersprechen, gilt grundsätzlich die für den Einzelnen bessere Regelung.
In den Verhandlungen zum Vertrag von Lissabon bestanden Polen und Großbritannien auf sogenannten Opt-out-Klauseln, durch die die Grundrechtecharta in diesen Ländern nicht anwendbar ist. 2009 wurde in einem Zusatzprotokoll ergänzt, dass dieses Opt-out auch für Tschechien gelten soll. Dieses Zusatzprotokoll sollte mit der nächsten Vertragsreform (voraussichtlich bei der nächsten EU-Erweiterung) ratifiziert werden. Diese Pläne wurden jedoch nach dem Regierungswechsel 2013 wieder verworfen.
Art. 6 Abs. 2 des neuen EU-Vertrags sieht außerdem den Beitritt der EU zur EMRK vor. Dieser Beitritt befand sich bereits seit Jahrzehnten in der Diskussion, nicht zuletzt da sich die EU seit dem Birkelbach-Bericht von 1961 bei der Definition ihrer politischen Werte auf die Grundsätze des Europarats bezog, die in der EMRK niedergelegt sind. Die für einen Beitritt zur EMRK erforderliche eigene Rechtspersönlichkeit erhielt die EU durch den Vertrag von Lissabon (siehe oben).
Außerdem war für den Beitritt der EU zur EMRK eine Änderung der Konvention selbst nötig, da diese bis dahin nur Mitgliedstaaten des Europarats offen stand (Art. 59 Abs. 1 EMRK). Diese Anpassung erfolgte durch das 14. Zusatzprotokoll zur EMRK, welches am 1. Juni 2010 in Kraft trat. Schließlich muss für den beabsichtigten Beitritt der EU zur EMRK noch ein Beitrittsabkommen ausgehandelt werden. Dieses wäre ein eigener völkerrechtlicher Vertrag und müsste daher vom Rat der EU einstimmig beschlossen und von sämtlichen Mitgliedstaaten der EMRK ratifiziert werden. Letztlich steht somit auch nach Inkrafttreten des Vertrags von Lissabon jedem Mitgliedstaat ein Veto gegen den EMRK-Beitritt der EU offen, da jeder Mitgliedstaat die konkreten Bedingungen dieses Beitritts ablehnen könnte.
Einer besonderen Bedeutung kommt jedoch den folgenden Erläuterungen zu Art. 2 (Recht auf Leben) zur Charta der Grundrechte zu, die nach Art. 52 Abs. 3 der Charta ein Teil des Vertrags von Lissabon sind:
Erläuterungen zu Art. 2 Abs. 2 Europäischen Menschenrechtskonvention:

„Eine Tötung wird nicht als Verletzung dieses Artikels betrachtet, wenn sie durch eine Gewaltanwendung
verursacht wird, die unbedingt erforderlich ist, um

a) jemanden gegen rechtswidrige Gewalt zu verteidigen;

b) jemanden rechtmäßig festzunehmen oder jemanden, dem die Freiheit rechtmäßig entzogen ist, an der
Flucht zu hindern;

c) einen Aufruhr oder Aufstand rechtmäßig niederzuschlagen“

Erläuterungen zu Art. 2 des Protokolls Nr. 6 zur Europäischen Menschenrechtskonvention:

„Ein Staat kann in seinem Recht die Todesstrafe für Taten vorsehen, die in Kriegszeiten oder bei unmittelbarer Kriegsgefahr begangen werden; diese Strafe darf nur in den Fällen, die im Recht vorgesehen sind, und in Übereinstimmung mit dessen Bestimmungen angewendet werden […].“

#### Klimawandel und Energiesolidarität
Gegenüber dem Vertrag von Nizza (wie auch gegenüber dem Verfassungsvertrag) wurden die Bekämpfung des Klimawandels und die Energiesolidarität als neue Kompetenzen der EU aufgenommen.

#### Kirchen und Religionsgemeinschaften
Im Gegensatz zum Vertrag von Amsterdam, wurde im Vertrag von Lissabon zum ersten Mal ein eigener „Kirchenartikel“ hinzugefügt. In Art. 17 AEUV erklärt die Union die Achtung des Status der Kirchen und religiösen Vereinigung in den Mitgliedstaaten und in Abs. 3 insbesondere die Etablierung eines offenen, transparenten und regelmäßigen Dialogs. Durch diese Erklärung wird den Kirchen und Religionsgemeinschaften Europas eine ständige Kommunikation mit den Organen der EU eingeräumt und gleichzeitig ihr Status in den Mitgliedstaaten nach dem Prinzip der begrenzten Einzelermächtigung gesichert. Auch wurde der davor bereits geschehenden Teil- und Einflussnahme der Kirchen und Religionsgemeinschaften ein institutioneller Rahmen gesetzt und das Dialogverhältnis durch die Erwähnung im Primärrecht der EU verankert.

#### Gemeinsame Sicherheits- und Verteidigungspolitik
Ausgebaut wurde auch der Bereich der Europäischen Sicherheits- und Verteidigungspolitik, die in Gemeinsame Sicherheits- und Verteidigungspolitik (GSVP) umbenannt wurde (Art. 42 bis Art. 46 EU-Vertrag). Sie legt als Ziel eine gemeinsame Verteidigungspolitik fest, die jedoch erst nach einstimmigem Beschluss des Europäischen Rates in Kraft treten kann. Die Gemeinsame Sicherheits- und Verteidigungspolitik soll dabei sowohl die Neutralität bestimmter Mitgliedstaaten achten als auch mit der NATO-Zugehörigkeit anderer Mitgliedstaaten kompatibel sein.
Durch Art. 42 Abs. 7 EU-Vertrag erhielt die EU erstmals den Charakter eines Defensivbündnisses; das heißt, im Fall eines bewaffneten Angriffs auf einen der Mitgliedstaaten müssen die anderen ihm „alle in ihrer Macht stehende Hilfe und Unterstützung“ leisten. Die Formulierung dieser Bestimmung geht über die gegenseitige Verpflichtung der NATO-Mitgliedsstaaten aus dem Artikel 5 des Nordatlantikvertrages hinaus, der nur zu Beistand im Umfang der für notwendig gehaltenen Maßnahmen verpflichtet.
Die EU übernahm damit Aufgaben, die zuvor der Westeuropäischen Union (WEU) vorbehalten waren; diese wurde dafür Mitte 2011 aufgelöst. Zudem wurde im Vertrag von Lissabon die Gründung einer Europäischen Verteidigungsagentur beschlossen, die die Rüstungspolitik der Mitgliedstaaten koordinieren soll. Dadurch sollen die Rüstungsausgaben effizienter eingesetzt und verhindert werden, dass die Mitgliedstaaten unnötige Mehrfachkapazitäten aufbauen.
Entscheidungen im Bereich der GSVP können auch nach dem Vertrag von Lissabon grundsätzlich nur einstimmig getroffen werden. Auch durch die neu eingeführte Passerelle-Regelung kann die GSVP nicht in den Bereich der Mehrheitsentscheidungen übergeführt werden. Falls jedoch eine Gruppe von Mitgliedstaaten in der GSVP schneller voranschreiten möchte als andere, haben sie künftig die Möglichkeit einer Ständigen Strukturierten Zusammenarbeit (Art. 46 EU-Vertrag), die im Wesentlichen der Verstärkten Zusammenarbeit in anderen Politikfeldern entspricht.

#### Verstärkte Zusammenarbeit
Die Verstärkte Zusammenarbeit, die schon zuvor existierte, wurde durch den Vertrag von Lissabon in Art. 20 EU-Vertrag und Art. 326 bis Art. 334 AEU-Vertrag detaillierter geregelt. Darunter sind Integrationsschritte zwischen einer Gruppe von EU-Mitgliedern zu verstehen, wenn das Vorhaben in der gesamten EU nicht zu realisieren ist. Bei einer Beteiligung von mindestens neun Mitgliedstaaten können die EU-Institutionen dann europäisches Recht setzen, das allerdings nur in den teilnehmenden Mitgliedstaaten gilt. Die Verstärkte Zusammenarbeit erlaubt demnach eine abgestufte Integration.
Vorbild für die Verstärkte Zusammenarbeit waren das Schengener Abkommen und die Europäische Wirtschafts- und Währungsunion, durch die bereits in der Vergangenheit einzelne Mitgliedstaaten schneller als andere Integrationsschritte durchführten. Als neue Sonderform wurde die Ständige Strukturierte Zusammenarbeit im Rahmen der Gemeinsamen Sicherheits- und Verteidigungspolitik eingeführt.

#### Vertragsänderungsverfahren und Passerelle-Klausel
Eine weitere wichtige Neuregelung betraf die Art, wie weitere Änderungen am EU-Vertrag erfolgen können (Art. 48 EU-Vertrag). Zuvor erfolgte jede Reform des EU-Vertrags über eine Regierungskonferenz, die einen Änderungsvertrag ausarbeitete, der dann in allen Mitgliedstaaten ratifiziert werden musste. Nach dem Vertrag von Lissabon sollen hingegen Vertragsänderungen im „ordentlichen Änderungsverfahren“ nach der sogenannten Konventsmethode erfolgen, die erstmals zur Vorbereitung des gescheiterten EU-Verfassungsvertrags angewendet wurde: Der Europäische Rat setzt dafür einen Europäischen Konvent ein, der aus Vertretern der nationalen Parlamente und Regierungen, des Europäischen Parlaments und der Europäischen Kommission besteht. Dieser Konvent erarbeitet im Konsensverfahren einen Reformvorschlag, bevor anschließend wie bisher eine Regierungskonferenz den Änderungsvertrag verfasst, der dann von allen Mitgliedstaaten ratifiziert werden muss. Nur wenn der Europäische Rat und das Europäische Parlament der Meinung sind, dass die Vertragsänderung nur kleineren Umfang hat, kann auf die Einsetzung eines Konvents verzichtet werden.
Zudem wurde ein „vereinfachtes Änderungsverfahren“ eingeführt: Änderungen am Dritten Teil des AEU-Vertrags, der die EU-Politikbereiche außer der Gemeinsamen Außen- und Sicherheitspolitik umfasst, können demnach durch einen einstimmigen Beschluss im Europäischen Rat erfolgen, auch ohne dass ein formeller Änderungsvertrag notwendig ist. Dieser Beschluss darf allerdings keine Ausweitung der EU-Kompetenzen umfassen und muss – je nach den Regelungen in den nationalen Begleitgesetzen – gegebenenfalls von den nationalen Parlamenten ratifiziert werden.
Neu war auch die sogenannte Passerelle-Regelung, nach der in Fällen, in denen der Rat der EU Entscheidungen eigentlich einstimmig trifft, der Europäische Rat durch einen einstimmigen Beschluss festlegen kann, dass der Rat Entscheidungen künftig mit qualifizierter Mehrheit trifft. Auf die gleiche Weise kann er das ordentliche Gesetzgebungsverfahren auf Politikbereiche ausdehnen, in denen es zuvor noch nicht galt. Widerspricht allerdings auch nur ein einzelnes nationales Parlament diesem Plan, so kann die Passerelle-Regelung nicht angewandt werden. Die Gemeinsame Sicherheits- und Verteidigungspolitik ist grundsätzlich von ihr ausgenommen.

#### Europäische Bürgerinitiative
Als neues direktdemokratisches Element wurde durch den Vertrag von Lissabon die Möglichkeit einer sogenannten Europäischen Bürgerinitiative eingeführt (Art. 11 Abs. 4 EU-Vertrag). Dadurch soll die Europäische Kommission aufgefordert werden können, einen Gesetzentwurf zu einem bestimmten Thema vorzulegen. Voraussetzung ist eine Million Unterschriften aus einem Viertel der EU-Staaten. Auch im Falle einer Bürgerinitiative darf die Kommission nur im Rahmen ihrer Befugnisse tätig werden; eine Erweiterung der Zuständigkeiten der EU auf diesem Wege ist also ausgeschlossen. Im Dezember 2010 verabschiedete das Europäische Parlament eine Verordnung, die die genauen Bedingungen für das Zustandekommen einer Europäischen Bürgerinitiative enthält.

#### Beitritt
Der Forderung nach strikteren Beitrittskriterien wurde entsprochen. Künftig muss ein beitrittswilliger Staat die Werte der EU (also Demokratie, Menschenrechte, Rechtsstaatlichkeit etc.) achten und „sich für ihre Förderung einsetz[en]“ (Art. 49 EU-Vertrag). Laut der Fassung des Vertrags von Nizza konnte dagegen „jeder europäische Staat, der die […] Grundsätze [der EU] achtet“, einen Beitrittsantrag stellen; eine ausdrückliche Verpflichtung auf die Förderung der Werte war nicht darin enthalten.

#### Austritt
Erstmals regelt Art. 50 EU-Vertrag den Austritt eines Staates aus der Union und beendete damit die lange Zeit bestehende Ungewissheit über das Bestehen oder Nichtbestehen eines (ungeschriebenen) Austrittsrechts. Nach dieser neuen Grundregel kann jeder Mitgliedstaat im Einklang mit seinen verfassungsrechtlichen Vorschriften beschließen, aus der Union auszutreten (Art. 50 Abs. 1).
Der Beschluss auszutreten ist dem Europäischen Rat mitzuteilen. Die Union handelt dann mit diesem Staat ein Abkommen über die Einzelheiten des Austritts aus und schließt das Abkommen (Art. 50 Abs. 2). In ihm könnten die näheren Bedingungen, insbesondere das zukünftige Rechtsverhältnis (z. B. Assoziationsverhältnis oder Partnerschaft im Sinne der Europäischen Nachbarschaftspolitik) bestimmt werden. An den Beratungen und Beschlüssen der Unionsorgane über den Austritt nehmen die Vertreter des austretenden Staates gemäß Art. 50 Abs. 4 nicht teil. Vom Tag des Inkrafttretens des Austrittsabkommens an gehört der Staat der EU nicht mehr an.
Besteht zwei Jahre nach der Austrittserklärung eines Staates an den Europäischen Rat noch kein Austrittsabkommen, aus welchen Gründen auch immer, so wird der Austritt gemäß Art. 50 Abs. 3 auch ohne ein solches Abkommen sofort wirksam, es sei denn, der Europäische Rat beschließt im Einvernehmen mit dem betroffenen Mitgliedstaat einstimmig, diese Frist zu verlängern. Mit dieser Bestimmung wurde sichergestellt, dass ein Austritt nicht über Gebühr in die Länge gezogen werden kann.
Mit Hinblick auf den Brexit hat der deutsche Verfassungsrechtler und ehemalige Richter des Bundesverfassungsgerichts Udo di Fabio in der Frankfurter Allgemeinen Zeitung zwei politisch relevante Aspekte kommentiert:
- Der Lissabon-Vertrag verbietet einem austretenden Staat nicht, innerhalb der zweijährigen Verhandlungsfrist den Austrittsantrag zurückzunehmen, denn die Wiener Vertragsrechtskonvention (Art. 56 Abs. 2) schreibt ein vorgeschaltetes Notifizierungsverfahren, eine Art Kündigungsfrist vor. „Bevor ein völkerrechtlicher Vertrag, der ohne Kündigungsmodalitäten geschlossen wurde [wie im Falle des Lissabon-Vertrags], wirksam gekündigt werden kann, muss 12 Monate vorher die Absicht mitgeteilt werden: Es besteht der Grundsatz der Erhaltung bestehender Verträge und internationaler Organisationen. Es spricht in diesem Licht alles dafür, dass die Erklärung über die Absicht eines Austritts im Unionsrecht noch selbst gar keine Kündigung wäre.“

- Separate Verhandlungen der EU-Institutionen mit EU-freundlichen Regionen (London, Schottland, Nordirland oder Gibraltar) wären eine Verletzung des Lissabon-Vertrages, wonach die Integrität eines Mitgliedstaates ausdrücklich unter Schutz gestellt wird (Art. 4 Abs. 2).

## Änderungen gegenüber dem Verfassungsvertrag
Während der Vertrag von Lissabon die meisten Neuerungen des Verfassungsvertrags umsetzte, wich er in einigen Punkten auch von diesem ab. Dies betraf vor allem Fragen der Vertragsstruktur und der Symbolpolitik.

### Beibehaltung der bisherigen Vertragsstruktur
Während der Verfassungsvertrag alle bisherigen Verträge aufheben und durch einen einheitlichen Text ersetzen sollte, behielt der Vertrag von Lissabon die traditionelle Struktur von mehreren, aufeinander Bezug nehmenden Verträgen bei. So gibt es weiterhin einen EU-Vertrag, der die Grundprinzipien der EU darstellt, und einen spezifischeren Vertrag, der die Funktionsweise ihrer Organe und den Inhalt der supranationalen Politikbereiche näher ausführt. Dieser spezifischere Vertrag, bisher der EG-Vertrag, wurde nun allerdings in Vertrag über die Arbeitsweise der Europäischen Union (AEUV) umbenannt.
Der Euratom-Vertrag existiert auch nach dem Vertrag von Lissabon als eigenständiger Gemeinschaftsvertrag einschließlich 6 eigener Protokolle fort.
Änderungen sind in Art. 4 Abs. 2 („Das diesem Vertrag beigefügte Protokoll Nr. 2 enthält die Änderungen des Vertrags zur Gründung der Europäischen Atomgemeinschaft“) des Vertrages von Lissabon bestimmt.

### Staatstypische Symbole
Im Gegensatz zum Verfassungsvertrag verzichtete der Vertrag von Lissabon auf staatstypische Symbole wie Europaflagge, Europahymne und Europatag. Diese symbolische Veränderung sollte die (etwa im Vereinigten Königreich verbreiteten) Befürchtungen ausräumen, die EU solle durch die Verfassung zu einem neuen „Superstaat“ werden. In der Praxis veränderte sich am Gebrauch der Symbole jedoch nichts, da diese auch zuvor schon verwendet worden waren, ohne dass es dafür eine ausdrückliche vertragliche Grundlage gab.
In der Erklärung Nr. 52 zur Regierungskonferenz, die als offizielles Dokument dem Vertrag von Lissabon angehängt ist, ohne unmittelbare Rechtswirkung zu haben, erklärten außerdem eine Mehrzahl der EU-Staaten (darunter auch Deutschland und Österreich), dass die Symbole „für sie auch künftig […] die Zusammengehörigkeit der Menschen in der Europäischen Union und ihre Verbundenheit mit dieser zum Ausdruck bringen“.

### Bezeichnungen
Ähnlich wie die staatstypischen Symbole wurden auch die staatstypischen Bezeichnungen wieder zurückgenommen, die im Verfassungsvertrag vorgesehen waren. Stattdessen wurden meist die bereits im vorherigen EU-Vertrag existierenden Bezeichnungen beibehalten.
Insbesondere entfiel der Begriff „Verfassung“ vollständig, die Gründungsdokumente der EU wurden weiterhin als Verträge bezeichnet. Der von der Verfassung vorgesehene „Außenminister der Union“ wurde nun in Hoher Vertreter für Außen- und Sicherheitspolitik umbenannt. Sein Titel erinnert damit an das bereits nach dem Vertrag von Nizza existierende Amt des „Hohen Vertreters für die Gemeinsame Außen- und Sicherheitspolitik“; seine Befugnisse entsprechen aber denen des von der Verfassung vorgesehenen Außenministers.
Schließlich behielten auch die von der EU erlassenen Rechtsakte weiterhin die schon früher gültigen Bezeichnungen. Statt „Europäischer Gesetze“ erlässt die EU also weiterhin Verordnungen, statt „Europäischer Rahmengesetze“ weiterhin Richtlinien.

### Grundrechtecharta
Auch die Grundrechtecharta, deren Text im Verfassungsvertrag wörtlich übernommen wurde, wurde nach dem Vertrag von Lissabon nicht direkt in den EU-Vertrag aufgenommen. Sie wurde nur durch einen Verweis in Art. 6 Abs. 1 EU-Vertrag für rechtsverbindlich erklärt. Auch diese Veränderung hatte keine rechtliche Bedeutung und zielte vor allem darauf ab, dem Vertrag die äußere Ähnlichkeit mit nationalen Verfassungen, die meistens ebenfalls Grundrechtekataloge beinhalten, zu nehmen.

### Verschiebung der Neuerungen im Abstimmungsverfahren
Eine weitere inhaltliche Veränderung betraf den Zeitpunkt, zu dem die neuen Regelungen über die qualifizierte Mehrheit im Rat der EU gelten. Statt ab 2009, wie von der Verfassung vorgesehen, galt das Modell der doppelten Mehrheit erst ab 2014. Bis dahin blieb für Mehrheitsentscheidungen im Rat das im Vertrag von Nizza festgelegte Stimmenverhältnis bestehen. Dies war vor allem auf Forderungen von Polen zurückzuführen, für das der Vertrag von Nizza deutlich günstiger war.
Vom 1. November 2014 bis Ende März 2017 galten bereits die Abstimmungsregeln der doppelten Mehrheit. Während dieses Zeitraums konnte jedoch jedes Ratsmitglied beantragen, dass weiterhin die Abstimmungsregeln des Vertrags von Nizza angewendet wurden. Erst ab 2017 galt das neue Abstimmungsverfahren uneingeschränkt.
Als erweiterter Minderheitenschutz wurde zudem die Weitergeltung des sogenannten Kompromisses von Ioannina vereinbart. Demnach wurden die Verhandlungen im Rat für eine „angemessene Frist“ fortgesetzt, wenn dies mindestens 33,75 % der Mitgliedstaaten oder mindestens 26,25 % der repräsentierten Bevölkerung verlangten. Seit 1. April 2017 kommt der Kompromiss von Ioannina vereinfachend auch schon zur Anwendung, wenn mindestens 24,75 % der Mitgliedstaaten oder mindestens 19,25 % der repräsentierten Bevölkerung die Fortsetzung der Verhandlungen im Rat verlangen.

### Keine Verkleinerung der Kommission
Ursprünglich sah der Vertrag von Lissabon, ebenso wie der Verfassungsvertrag, eine Verkleinerung der Europäischen Kommission vor, in der künftig nicht mehr jedes Land einen eigenen Kommissar stellen sollte. Diese Maßnahme stieß allerdings vor allem bei einigen kleineren Ländern auf Kritik und galt als einer der Gründe, weshalb das erste Referendum, das in Irland über den Vertrag abgehalten wurde, scheiterte (siehe unten). Daher beschloss der Europäische Rat im Dezember 2008, die Verkleinerung der Kommission nicht in Kraft treten zu lassen.

## Entstehung und Ratifizierung des Vertrags von Lissabon

### Ausarbeitung des Vertrages
Die Grundzüge des Vertrags von Lissabon wurden vom Europäischen Rat während der deutschen Ratspräsidentschaft auf dem EU-Gipfel am 21. und 22. Juni 2007 in Brüssel beschlossen. Der Europäische Rat legte sie im Mandat an die Regierungskonferenz nieder, die daraufhin den definitiven Vertragstext ausarbeitete.

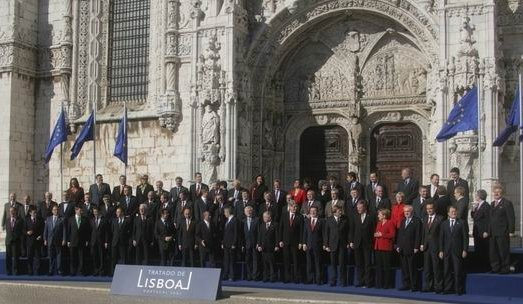
Die Unterzeichner des Vertrags

Im Rahmen der Regierungskonferenz, die am 23. Juli 2007 ihre Arbeit aufnahm, wurde ein Entwurf ausgearbeitet, der 145 Seiten Vertragstext sowie 132 Seiten mit 12 Protokollen und 51 Erklärungen umfasste. Beim EU-Gipfel in Lissabon am 18. und 19. Oktober 2007 einigten sich die Staats- und Regierungschefs schließlich auf den endgültigen Vertragstext, wobei noch einmal Änderungswünsche der Vertreter von Italien und Polen berücksichtigt wurden. Am 13. Dezember 2007 wurde der Vertrag in Lissabon unterzeichnet.
Am 20. Februar 2008 sprach sich das Europäische Parlament für den Vertrag aus. Es handelte sich aber nur um eine symbolische Entscheidung, denn die Europäische Union, deren Organ das Europäische Parlament ist, gehörte selbst nicht zu den Vertragsparteien und nahm somit auch nicht selbst am Vertragsänderungsverfahren teil. Entscheidend für den Ratifikationsprozess waren lediglich die von den Verfassungen der Mitgliedstaaten jeweils vorgesehenen nationalen Organe.

### Ratifikationsprozess

#### Allgemeines
Nach Art. 6 des Vertrages von Lissabon sollte dieser am 1. Januar 2009 in Kraft getreten sein, sofern bis zu diesem Zeitpunkt alle Ratifikationsurkunden bei der Regierung der Italienischen Republik hinterlegt worden wären. Als Alternative sah er ein Inkrafttreten am ersten Tag des auf die Hinterlegung der letzten Ratifikationsurkunde folgenden Monats vor.
Die Struktur des Vertrags von Lissabon, die bestehenden Verträge zu belassen und in diese die weitgehend unveränderte Substanz des EU-Verfassungsvertrags einzubauen, sollte der Forderung nach nationalen Referenden die Grundlage entziehen und dadurch die Ratifikation erleichtern. Schon kurz nach dem EU-Gipfel wurde jedoch in etlichen Mitgliedstaaten die Abhaltung eines Referendums gefordert, teilweise sogar von Regierungsparteien. Es war deshalb schon zu diesem Zeitpunkt fraglich, ob der Vertrag entsprechend dem vorgesehenen Zeitplan vor der Europawahl im Juni 2009 würde in Kraft treten können. Schließlich wurde nur in Irland ein Referendum angesetzt. Dieses fand am 12. Juni 2008 statt und führte zu einer Ablehnung des Reformvertrags. Daraufhin wurde nach Nachverhandlungen zwischen Irland und den übrigen EU-Mitgliedstaaten für den 2. Oktober 2009 ein zweites Referendum angesetzt, das schließlich erfolgreich war. In den anderen Mitgliedstaaten stimmten jeweils die Parlamente über den Vertrag ab, wobei es aufgrund von Verfassungsklagen oder politischen Hindernissen teilweise ebenfalls zu Verzögerungen kam.

#### Verfahren in einzelnen Mitgliedstaaten
Als erstes Parlament stimmte das ungarische am 17. Dezember 2007 über den Vertrag von Lissabon ab und akzeptierte ihn mit 325 Ja-Stimmen bei 5 Gegenstimmen und 14 Enthaltungen. Am 29. Januar 2008 folgten die Parlamente von Malta einstimmig und von Slowenien mit 74 Ja- bei 6 Nein-Stimmen und 10 Enthaltungen. In Rumänien stimmte das Parlament am 4. Februar 2008 mit 387 Ja-Stimmen bei einer Gegenstimme und einer Enthaltung für den Vertrag. Mit der Hinterlegung der Ratifikationsurkunde am 11. März 2008 wurde der Vertrag von Lissabon der erste, den Rumänien als EU-Mitglied ratifizierte.
In Frankreich, wo der Verfassungsvertrag durch ein Referendum gescheitert war, wurde der Vertrag von Lissabon am 14. Februar 2008 ratifiziert. Am 30. Januar 2008 hatten zunächst 210 Senatsmitglieder bei 48 Gegenstimmen und 62 Enthaltungen für eine Änderung der französischen Verfassung gestimmt, welche die Ratifizierung des Vertrags von Lissabon im Parlament ohne die Durchführung eines Referendums ermöglichte. Am 6. Februar lehnte die Nationalversammlung dann mit 227 zu 175 Stimmen einen Antrag der Parti socialiste ab, erneut eine Volksabstimmung über den Vertrag abhalten zu lassen. Am folgenden Tag nahm die Nationalversammlung den Vertrag dann mit 336 zu 52 Stimmen bei 22 Enthaltungen an; zugleich ratifizierte auch der Senat mit 265 zu 42 Stimmen bei 13 Enthaltungen. Am 14. Februar wurde die von Staatspräsident Sarkozy unterschriebene Ratifikationsurkunde in Italien hinterlegt.
In den Niederlanden stimmte die Zweite Kammer am 5. Juni und die Erste Kammer des Parlaments am 8. Juli 2008 dem Vertrag zu.
Als sechstes Parlament akzeptierte das bulgarische am 21. März 2008 den Vertrag von Lissabon mit 195 Ja- gegen 15 Nein-Stimmen, die insbesondere aus der oppositionellen nationalistischen Partei Ataka kamen, und 30 Enthaltungen.
In Polen stimmte der Sejm nach einem Kompromiss zwischen der Regierung von Donald Tusk und Präsident Lech Kaczyński am 1. April 2008 mit 384 Ja- bei 56 Nein-Stimmen und 12 Enthaltungen für den Vertrag. Am 2. April 2008 verabschiedete der Senat den Vertrag mit 74 zu 17 Stimmen bei sechs Enthaltungen. Dem Kompromiss zufolge soll die Regierung in der Zukunft keinen Änderungen am Lissabonner Vertrag zustimmen dürfen, welche die Formel von Ioannina oder die polnische Opt-out-Klausel für die Grundrechtecharta betreffen, ohne von Parlament und Präsident dazu ermächtigt worden zu sein. Zu einer Verzögerung der Ratifikation kam es allerdings, da Präsident Lech Kaczyński am 10. April zunächst zwar das Begleitgesetz zu dem Vertrag unterzeichnete, jedoch noch nicht die Ratifizierungsurkunde selbst. Anfang Juni erklärte er nach der gescheiterten Volksabstimmung in Irland den Vertrag von Lissabon für gegenstandslos und kündigte an, die Ratifizierungsurkunde nicht zu unterzeichnen. Später lenkte er allerdings ein und erklärte, zu einer Ratifizierung des Vertrages bereit zu sein, sofern auch alle übrigen EU-Staaten diesen ratifizierten. Eine Woche nach dem positiven Ausgang des zweiten irischen Referendums unterzeichnete er die Ratifikationsurkunde schließlich am 10. Oktober 2009. Am 12. Oktober wurde sie bei der italienischen Regierung hinterlegt und damit das Ratifikationsverfahren abgeschlossen.
Wie in Polen stimmte auch das slowakische Parlament am 10. April 2008 nach anhaltenden Debatten um ein nationales Mediengesetz, welches aufgrund des Widerstands der Opposition einer Ratifizierung lange entgegenstand, mit 103 zu 5 Stimmen bei 41 abwesenden Abgeordneten für den Vertrag. Portugal ratifizierte den Vertrag am 23. April 2008 mit 208 Ja- gegen 21 Nein-Stimmen, die aus drei linksgerichteten Parteien Partido Ecologista Os Verdes, Bloco de Esquerda und Partido Comunista Português stammten. Am 24. April 2008 stimmte Dänemark dem Vertrag mit 90 zu 25 Stimmen ohne Enthaltungen zu.
Wie in kaum einem anderen EU-Staat wurde in Österreich die Ratifikation von heftigen Protesten und Forderungen nach einem Referendum begleitet. Insbesondere die Kronen Zeitung, das größte österreichische Boulevardblatt, positionierte sich scharf gegen den Vertrag und warb für eine Volksabstimmung. Hintergrund der Ablehnung war unter anderem die österreichische Neutralität, die einige Kritiker durch den Vertrag von Lissabon gefährdet sahen. Ein anderer Kritikpunkt – vor allem der Linken – war, dass laut Vertrag die Euratom weiterhin integraler Bestandteil der EU bleiben sollte, die EU also keinen europaweiten Ausstieg aus der Kernenergie vorsehe. Trotzdem stimmte der Nationalrat am 9. April 2008 mit 151 Ja- gegen 27 Nein-Stimmen für den Vertrag; der Bundesrat folgte am 24. April. Vier Tage später unterzeichnete auch Bundespräsident Heinz Fischer. Nach Abschluss des Ratifikationsverfahrens verkündeten im Juni 2008 die Parteichefs der SPÖ, Alfred Gusenbauer und Werner Faymann, über künftige EU-Vertragsreformen grundsätzlich Referenden abhalten zu wollen. Dies führte zum Bruch der Koalition mit der ÖVP und zum Ende der Regierung Gusenbauer. Die neue SPÖ-ÖVP-Regierung Faymann einigte sich im Koalitionsvertrag Ende 2008 auf ein Einsetzen für künftige europaweite Volksabstimmungen bei Vertragsreformen, nationale Referenden sollen nur bei Zustimmung beider Regierungsparteien stattfinden.
Im Vereinigten Königreich wurde am 5. März 2008 nach anhaltenden Debatten ein von der konservativen Opposition beantragtes Referendum über den EU-Reformvertrag von den Abgeordneten des House of Commons mit 311 zu 248 Stimmen abgelehnt. Am 11. März 2008 verabschiedete das House of Commons daraufhin den Vertrag mit 346 zu 206 Stimmen. Eine Klage auf Durchführung eines Referendums wurde vom Obersten Gerichtshof abgelehnt.
In Belgien verabschiedete der Senat am 6. März 2008 den Vertrag mit 48 zu 8 Stimmen bei einer Enthaltung. Am 10. April 2008 stimmte die Abgeordnetenföderationskammer mit 116 zu 18 Stimmen bei sieben Enthaltungen für den Vertrag. Nachdem auch die verschiedenen regionalen Parlamente und Gemeinschaften zugestimmt hatten, wurde die belgische Ratifikationsurkunde am 15. Oktober 2008 in Rom hinterlegt.
In Schweden wurde der Vertrag am 20. November 2008 vom Reichstag mit 243 zu 39 Stimmen bei 13 Enthaltungen angenommen, zwanzig Tage später wurde die schwedische Ratifikationsurkunde in Italien hinterlegt.

#### Verfahren in Deutschland
In Deutschland beschloss am 15. Februar 2008 der Bundesrat gemäß Art. 76 GG eine Stellungnahme zum Entwurf eines Gesetzes zum Vertrag von Lissabon vom 13. Dezember 2007, welche sein Ausschuss für Fragen der Europäischen Union empfohlen hatte. Am 24. April 2008 stimmte der Bundestag mit 515 Ja-Stimmen bei 58 Gegenstimmen und einer Enthaltung für den Vertrag.
Am 23. Mai 2008 ratifizierte auch der Bundesrat den EU-Vertrag mit 66 Ja-Stimmen und drei Enthaltungen; 15 Länder stimmten zu, Berlin enthielt sich auf Bestreben der dort mitregierenden Partei Die Linke. Noch am gleichen Tag reichte der CSU-Bundestagsabgeordnete Peter Gauweiler, der bereits 2005 gegen den Europäischen Verfassungsvertrag geklagt hatte, beim Bundesverfassungsgericht eine Individual- und eine Organklage gegen den Vertrag ein. Die Klageschrift wurde zunächst eingereicht durch den Staatsrechtsprofessor Karl Albrecht Schachtschneider; das die Klagen in der Sache tragende Gutachten stammt aus der Feder des Staatsrechtlers Dietrich Murswiek aus Freiburg, der in der Folge die Prozessvertretung übernommen und die Klage in der mündlichen Verhandlung vor dem Bundesverfassungsgericht vertreten hat. Auch die Bundestagsfraktion der Linken, die Ökologisch-Demokratische Partei (ödp) unter ihrem Vorsitzenden Klaus Buchner sowie weitere Einzelabgeordnete reichten Verfassungsbeschwerden ein.
Das Bundespräsidialamt teilte am 30. Juni mit, dass Horst Köhler auf die informelle Bitte des Bundesverfassungsgerichts hin die Ratifizierungsurkunde vor einer Urteilsverkündung nicht unterschreiben werde. Köhler beschränkte sich daher darauf, am 8. Oktober 2008 das Umsetzungsgesetz zum Vertrag zu unterschreiben und auszufertigen.
Die mündliche Verhandlung der Klage fand am 10. und 11. Februar 2009 statt. Am 30. Juni 2009 verkündete das Bundesverfassungsgericht seine Entscheidung. Der Vertrag von Lissabon und das deutsche Zustimmungsgesetz entsprechen den Vorgaben des Grundgesetzes.
Das deutsche Begleitgesetz
zum Vertrag von Lissabon verstoße jedoch insoweit gegen Art. 38 Abs. 1 GG in Verbindung mit Art. 23 Abs. 1 GG, als Beteiligungsrechte des Deutschen Bundestages und des Bundesrates nicht im erforderlichen Umfang ausgestaltet worden seien. Die europäische Vereinigung dürfe nicht so verwirklicht werden, dass in den Mitgliedstaaten kein ausreichender Raum zur politischen Gestaltung der wirtschaftlichen, kulturellen und sozialen Lebensverhältnisse mehr bleibe. Dies gelte insbesondere für Sachbereiche, die die Lebensumstände der Bürger, vor allem ihren von den Grundrechten geschützten privaten Raum prägten, sowie für solche politischen Entscheidungen, die in besonderer Weise auf kulturelle, historische und sprachliche Vorverständnisse angewiesen seien und die sich im parteipolitisch und parlamentarisch organisierten Raum einer politischen Öffentlichkeit diskursiv entfalten würden. Für eine über den Vertrag von Lissabon hinausgehende Integration verlangt das Bundesverfassungsgericht eine verfassunggebende Entscheidung des Volkes, sieht diese aber auch als über Art. 146 GG verfassungsrechtlich mögliche politische Option.
Am 18. August wurde bekannt, dass sich die Große Koalition und die Länder unter Beteiligung der Opposition in Gesprächsrunden über die neuen Begleitgesetze geeinigt hatten. Demnach muss der Bundestag bei „grundlegenden Machtverschiebungen“ auf EU-Ebene oder neuen Zuständigkeiten der Kommission in der Zukunft zustimmen, bevor die Bundesregierung zustimmen darf. Die Länder erhalten außerdem weitergehende Mitbestimmungsrechte in den Bereichen Arbeitsrecht, Umweltpolitik und EU-Haushalt. Die insgesamt vier Gesetze wurden am 8. September vom Bundestag mit 446 Ja-Stimmen, 46 Nein-Stimmen und 2 Enthaltungen und am 18. September vom Bundesrat einstimmig angenommen, so dass sie am 1. Oktober – einen Tag vor dem irischen Referendum – in Kraft treten konnten. Nur die Fraktion „Die Linke“ hatte einen alternativen Gesetzesentwurf eingebracht.
Die vom Bundesverfassungsgericht geforderte Mitwirkung von Bundestag und Bundesrat soll im Wesentlichen durch das Integrationsverantwortungsgesetz sichergestellt werden.
Im Lissabon-Umsetzungsgesetz sind Änderungen insbesondere des eben genannten Integrationsverantwortungsgesetzes enthalten, die nicht schon im Vorgriff, sondern erst auf Grund einer zusammen mit dem Vertrag von Lissabon in Kraft getretenen Änderung des Grundgesetzes möglich waren. Drittens soll das Gesetz über die Zusammenarbeit von Bundesregierung und Deutschem Bundestag in Angelegenheiten der Europäischen Union (EUZBBG) insbesondere die frühzeitige Unterrichtung des Bundestages sicherstellen. Ein viertes Gesetz (EUZBLG) soll die Zusammenarbeit von Bund und Ländern in Angelegenheiten der Europäischen Union neu regeln und in seiner Anlage eine Bund-Länder-Vereinbarung (EUZBLV) umfassen. Mehrere namhafte Staatsrechtslehrer unterzeichneten in diesem Zusammenhang den Aufruf „Wider undemokratische Eile – für demokratische Transparenz“ zur Umsetzung des Karlsruher Urteils, in dem Bundesregierung, Bundestag und Bundesrat dazu aufgefordert wurden, die Öffentlichkeit zu beteiligen und das Änderungsgesetz erst nach der Wahl zu verabschieden.
Am 23. September 2009 unterzeichnete der Bundespräsident alle notwendigen Gesetze. Zwei Tage darauf, nach der Verkündung der Gesetze im Bundesgesetzblatt, fertigte Köhler die Ratifikationsurkunde aus und noch am gleichen Tag wurde sie in Rom hinterlegt.

#### Verfahren in Irland

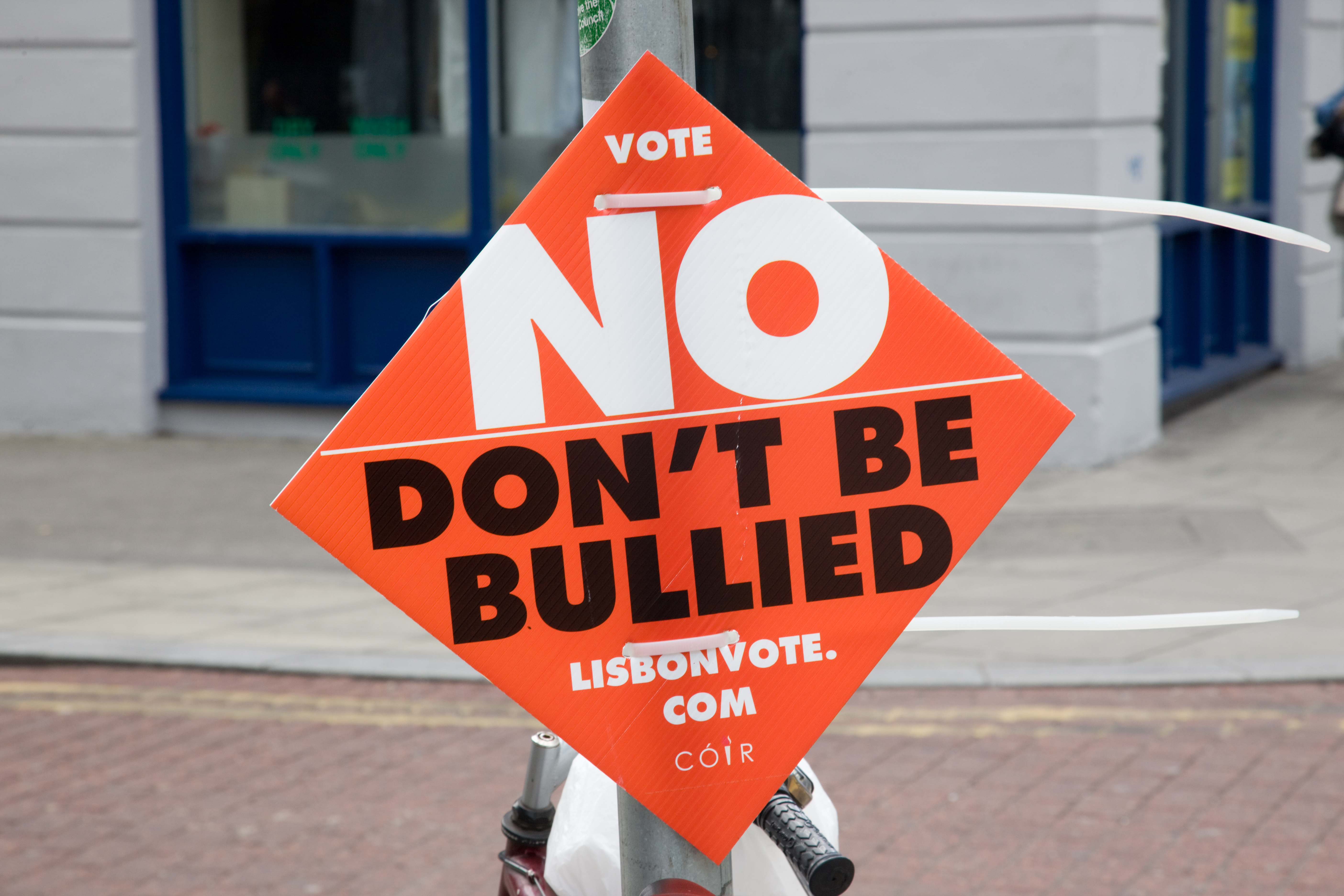
Wahlplakat zum ersten Referendum in Irland (Juni 2008)

Irland war ein Mitgliedstaat, in dem neben der parlamentarischen Ratifizierung aus verfassungsrechtlichen Gründen auch eine Volksabstimmung über den Vertrag von Lissabon zwingend notwendig war. Diese fand am 12. Juni 2008 statt. Dabei sprachen sich alle großen Parteien für eine Zustimmung zum Vertrag aus, führten jedoch – anders als die Vertragsgegner, vor allem die von Declan Ganley gegründete Plattform Libertas – keine allzu intensive Kampagne. 53,4 % der Wähler lehnten schließlich den Reformvertrag ab. Die Wahlbeteiligung betrug 53,1 %. Der irische Justizminister Dermot Ahern nannte das Ergebnis eine Niederlage der irischen Regierung und der Politik insgesamt, da alle großen Parteien Irlands für die Annahme des Vertrags plädiert hatten. Kritiker warfen der Regierung vor, sie habe sich im Gegensatz zu den Reformgegnern zu spät und zu unentschlossen für ein Ja engagiert. Die Kampagne der Reformgegner wurde indes zum Teil als unsachlich kritisiert, da sie Inhalte, die wenig oder nichts mit dem Vertrag zu tun hätten, thematisiert habe.
Nach dem „Nein“ der Iren herrschte in der europäischen Politik eine rege Diskussion über die weitere Vorgehensweise bei der Umsetzung des Vertrags von Lissabon. Unabhängig von den Ereignissen in Irland verständigten sich die EU-Staaten dabei zunächst darauf, den Ratifizierungsprozess fortzusetzen. So erfolgten auch nach dem Referendum weitere Ratifikationen und im Mai 2009 hatten bis auf Irland alle Mitgliedstaaten der Europäischen Union den parlamentarischen Ratifikationsprozess abgeschlossen.
Auf der Tagung des Europäischen Rats am 11./12. Dezember 2008 wurde schließlich vereinbart, dass Irland ein zweites Referendum abhält. Zugleich wurden leichte Abänderungen im Vertrag beschlossen, die Irland entgegenkommen sollten: Insbesondere gaben die europäischen Staats- und Regierungschefs der irischen Forderung nach, dass jedes Land ein eigenes Kommissionsmitglied behält. Außerdem sollten in einem Zusatzprotokoll bestimmte Bedenken der irischen Bevölkerung ausgeräumt werden, etwa bezüglich der nationalen Souveränität in Steuerfragen, die durch den Vertrag nicht eingeschränkt werde. Insgesamt ähnelte dieses Vorgehen demjenigen, das bereits 2001 beim Vertrag von Nizza angewandt wurde. Auch dieser war 2001 zunächst in einem irischen Referendum – bei deutlich geringerer Beteiligung als 2008 – abgelehnt, bei einer zweiten Abstimmung im Jahre 2002 jedoch angenommen worden.
Im September 2008 stieß das Europäische Parlament eine Untersuchung der Finanzierung der Nein-Kampagne an, nachdem Hinweise auf Unregelmäßigkeiten daran erschienen waren. So soll die Tätigkeit von Libertas durch einen Kredit von Declan Ganley, der in seiner Höhe dem irischen Recht widerspräche, finanziert worden sein. Außerdem wurden die Aktivitäten Ganleys mit dem amerikanischen Verteidigungsministerium – mit dem Ganleys Unternehmen Rivada Networks, das Militärtechnik produziert, in Geschäftsverbindungen steht – sowie der CIA in Verbindung gebracht. Diese Vorwürfe wurden jedoch von Ganley sowie John D. Negroponte, dem stellvertretenden US-Außenminister, zurückgewiesen und werden nun von den irischen Behörden überprüft.

Pro-Kampagne zum zweiten Referendum

Das neue Referendum in Irland fand schließlich am 2. Oktober 2009 statt, eine zwischenzeitlich diskutierte Zusammenlegung des Referendums mit der Europawahl 2009 wurde verworfen. Nach viel Kritik an der letzten Kampagnenstrategie hatte sich die Pro-Seite beim zweiten Referendum frühzeitig aufgestellt. Die größte Bürgerbewegung war Ireland for Europe, mit dem ehemaligen Europaparlamentspräsidenten Pat Cox als Kampagnendirektor. Für junge Wähler wurde das Projekt Generation Yes gegründet, das ebenfalls für die Annahme des Vertrags warb. Zudem hatte insbesondere die weltweite Finanzkrise, in der Irland stark getroffen wurde und die EU-Mitgliedschaft des Landes häufig als wirtschaftlicher Rettungsanker wahrgenommen wurde, schon Ende 2008 einen Stimmungsumschwung zugunsten des Vertrages bewirkt. Das Referendum endete schließlich mit einer Bestätigung des Vertrags mit 67,1 % der Stimmen, nur in zwei von 43 Wahlkreisen wurde der Vertrag mehrheitlich abgelehnt. Die Wahlbeteiligung betrug dabei 58 %, lag also noch über derjenigen im Vorjahr.
Die Präsidentin Mary McAleese unterzeichnete die für die Ratifikation notwendige Verfassungsänderung am 15. Oktober 2009. Am 21. und 22. Oktober 2009 verabschiedeten die beiden Kammern des Parlaments die Begleitgesetze und am 23. Oktober 2009 wurde die Ratifikationsurkunde in Rom hinterlegt.

#### Verfahren in Tschechien
In Tschechien zog sich der Ratifikationsprozess von allen Mitgliedstaaten am längsten hin. Er wurde bereits Mitte Oktober 2007 unterbrochen, nachdem der Senat auf Betreiben der Regierungspartei ODS Teile des Vertrags an das Verfassungsgericht zur Überprüfung überwies. Die mündliche Verhandlung fand am 25. und 26. November 2008 statt, das Gericht beurteilte die Teile des Vertrages als verfassungskonform, gegen die zuvor Klage erhoben worden war. Die parlamentarische Ratifikation konnte somit fortgesetzt werden.
Während sich in beiden Parlamentskammern eine Mehrheit für die Ratifizierung herausbildete, sprach sich der tschechische Präsident Václav Klaus wiederholt dagegen aus; am 6. Dezember 2008 legte er aufgrund der Konflikte um den Vertrag den Ehrenvorsitz der ODS nieder. Nach mehreren Aufschüben ratifizierte das Abgeordnetenhaus schließlich am 18. Februar 2009 den Vertrag mit 125 Ja- zu 61 Nein-Stimmen. Wiederum nach mehreren Verzögerungen stimmte am 6. Mai 2009 auch der Senat dem Vertrag mit 54 zu 20 Stimmen bei 5 Enthaltungen zu. Allerdings kündigte Václav Klaus an, die Ratifikationsurkunde erst nach einem erfolgreichen zweiten Referendum in Irland zu unterzeichnen. Dies führte zu scharfer Kritik von Seiten verschiedener Senatoren, die darin eine Missachtung des tschechischen Parlaments sahen. Die Senatorin Alena Gajdůšková ging am 25. Juni sogar so weit, gegen Präsident Klaus ein Amtsenthebungsverfahren wegen Verfassungsbruch zur Diskussion zu stellen.
Eine weitere Verzögerung erfuhr der Ratifizierungsprozess am 1. September, als mehrere konservative Senatoren beim Verfassungsgericht erst eine Klage gegen das tschechische Begleitgesetz zum Vertrag und dann am 29. September gegen den Vertrag von Lissabon als Ganzes einreichten. Am 6. Oktober 2009 wies das Gericht die Klage gegen die Begleitgesetze ab. Die Klage gegen den Vertrag wurde am 27. Oktober in einer öffentlichen Sitzung verhandelt und auf den 3. November vertagt. Im September war auch bekannt geworden, dass der britische Oppositionsführer David Cameron in einem Brief an Klaus angekündigt hatte, dass er im Fall seines voraussichtlichen Wahlsiegs bei den Parlamentswahlen im Mai 2010 im Vereinigten Königreich ein Referendum über den Vertrag abhalten werde, falls Klaus die endgültige Ratifizierung bis dahin hinauszögere.
Trotz des erfolgreichen Referendums in Irland wollte Klaus die Ratifizierungsurkunde vorläufig nicht unterschreiben. Zunächst müssten durch den Präsidenten neu erhobene Nachforderungen erfüllt werden, unter anderem eine Garantie, dass die EU-Grundrechtecharta nicht das Durchbrechen der Beneš-Dekrete ermögliche. Die tschechische Regierung wie auch die Regierungen anderer EU-Mitgliedstaaten kritisierten Klaus’ Zusatzforderungen, auf dem EU-Gipfel am 29. Oktober 2009 nahmen die Staats- und Regierungschefs seine Bedingungen zur Ratifizierung jedoch an.
Tschechien wird mit einem Zusatz im Vertrag garantiert, dass die Grundrechtecharta nicht zu Regressforderungen von nach dem Zweiten Weltkrieg enteigneten Sudetendeutschen und Ungarn führt. Am 3. November 2009 stellte das tschechische Verfassungsgericht fest, dass der Vertrag von Lissabon nicht verfassungswidrig ist. Noch am selben Tag unterzeichnete Klaus die Ratifizierungsurkunde. Sie wurde am 13. November 2009 als letzte in Rom hinterlegt. Der Vertrag von Lissabon trat damit nach seinem Art. 6 Abs. 2 am 1. Dezember 2009 in Kraft.

## Debatte und Kritik

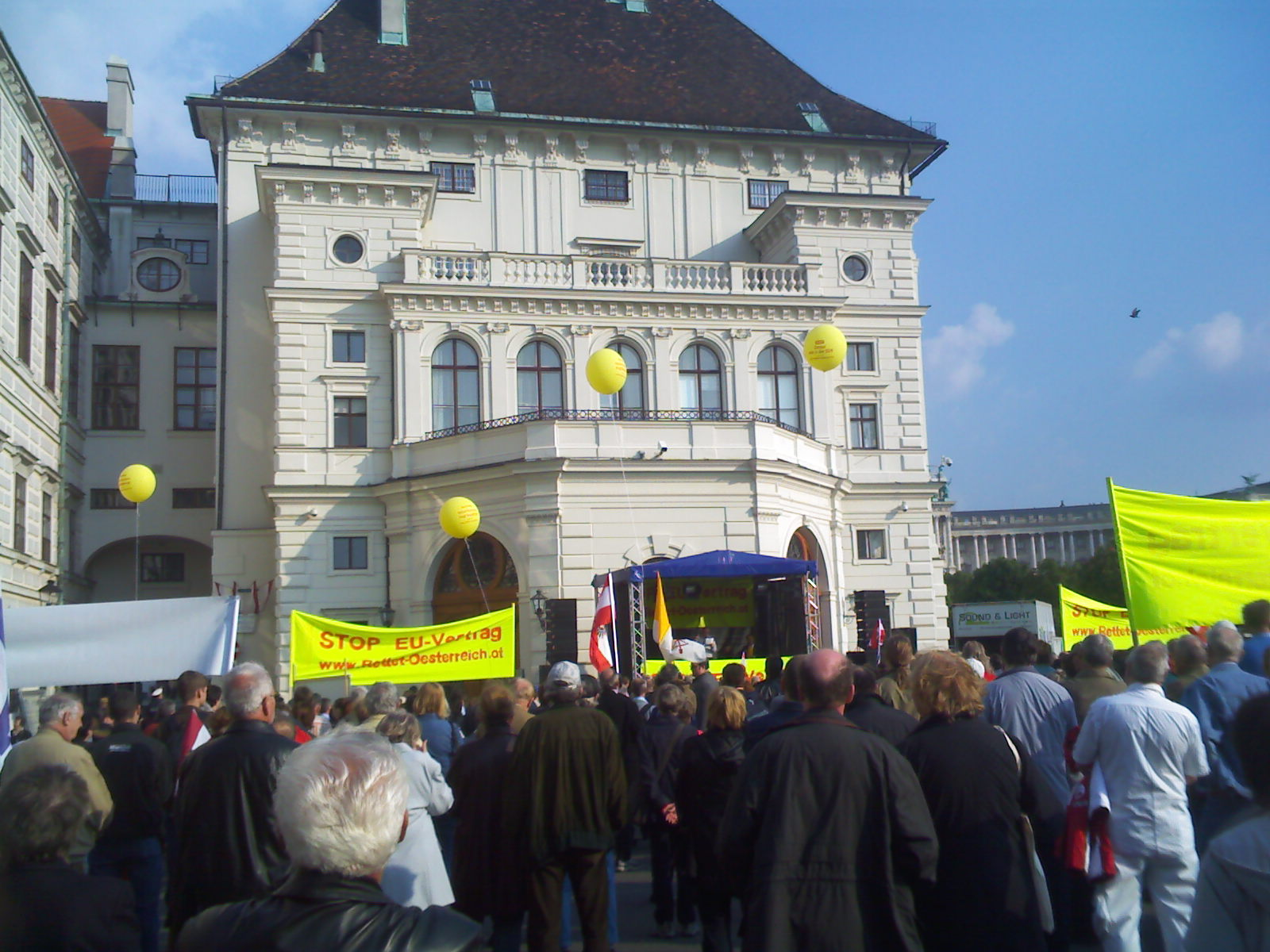
Demonstration am Ballhausplatz in Wien Ende April 2008

Wie bereits bei dem geplanten Verfassungsvertrag war die gesamteuropäische Debatte über den Vertrag von Lissabon nur schwach ausgeprägt. Dazu mag eine gewisse Ermüdung wie auch die mangelnde Öffentlichkeit aufgrund der Ratifizierung in den nationalen Parlamenten mit meist großen, parteienübergreifenden Mehrheiten beigetragen haben. Dennoch machten in mehreren Ländern Kritiker des Vertrages durch öffentliche Aktionen auf sich aufmerksam. So fanden in Österreich Demonstrationen für eine Volksabstimmung zum EU-Reformvertrag statt, die von der Bürgerinitiative „Rettet Österreich“, den Plattformen „Nein zum EU-Vertrag“ und „Volxabstimmung.at“ sowie der Oppositionspartei FPÖ im März und April 2008 organisiert wurden. Die verschiedenen Organisationen sammelten rund hunderttausend Unterschriften und übergaben sie an die österreichische Parlamentspräsidentin Barbara Prammer.
Eine intensive Debatte über den Vertrag fand anlässlich des Referendums am 12. Juni 2008 in Irland statt. Hier starteten die Kritiker des Vertrages eine Online-Petition, um in ihrem Sinne auf die irische Bevölkerung einzuwirken. Umgekehrt führten auch die Befürworter des Vertrages, etwa die Jungen Europäischen Föderalisten, öffentliche Aktionen durch, um Zustimmung für ein Ja im Referendum zu gewinnen.

### Wiederaufnahme der Kritik am Verfassungsvertrag
Da der Vertrag von Lissabon die Substanz des EU-Verfassungsvertrags nahezu unverändert übernahm, wird von den Kritikern die bereits zum Verfassungsvertrag geäußerte Kritik auch gegenüber dem Vertrag von Lissabon aufrechterhalten. Auch Valéry Giscard d’Estaing erklärte, dass der Vertrag von Lissabon nur „kosmetische“ Änderungen vornehme und die Inhalte des EU-Verfassungsvertrags lediglich anders darstelle, um diese „leichter verdaulich“ zu machen und neue Referenden zu vermeiden. Der frühere Präsident des Verfassungskonvents kritisierte besonders das Weglassen der EU-Flagge und der Hymne aus dem neuen Vertragstext. Hinzu kommt, dass der Vertrag in seiner neuen Form komplizierter aufgebaut und schwerer verständlich ist als der Verfassungsentwurf.
Von föderalistischer Seite wurde die Kritik erneuert, dass der Vertrag von Lissabon (wie schon der Verfassungsvertrag) keineswegs eine „echte“ Verfassung im von ihnen angestrebten bundesstaatlichen Sinne ersetze.
Von globalisierungskritischer Seite, etwa von der deutschen Partei Die Linke, wurde unter anderem betont, dass der Vertrag von Lissabon keine Antwort auf die sozialen und demokratischen Bedenken gebe, die in den Referenden in Frankreich und den Niederlanden zu einer Ablehnung geführt hätten. Zwar wurde unter den Zielen der EU der Passus „Binnenmarkt mit freiem und unverfälschten Wettbewerb“ gestrichen; zugleich wurde jedoch ein Protokoll über die Sicherstellung eines freien und unverfälschten Wettbewerbs vereinbart, sodass diese Änderung lediglich symbolischen Wert hatte.
Besonders virulent war diese Kritik in Frankreich, wo das Referendum über den alten Verfassungsvertrag eine knappe Ablehnung ergeben hatte. Dennoch ratifizierte Frankreich im Februar 2008 den Vertrag von Lissabon; von Seiten der Regierung wurde behauptet, dass es sich um einen neuen Vertrag handele, was französische Verfassungsrechtler aber zurückwiesen. Da die Inhalte des Vertrags von Lissabon im Kern die des Verfassungsvertrags aufgriffen, warfen Kritiker dem französischen Parlament vor, nicht im Sinne des Volkswillens gehandelt, sondern die vorherige demokratische Abstimmung übergangen zu haben.

### Verspätete Veröffentlichung
Zu den Kritikpunkten am Vertrag zählte außerdem die Tatsache, dass der Rat der EU den Bürgern erst am 16. April 2008, also mehrere Monate nach der Unterzeichnung des Vertrags, eine Gesamtdarstellung des geänderten EU-Vertrages und des geänderten EG- bzw. AEU-Vertrages in allen Mitgliedsprachen zur Verfügung stellte. Die Übersetzung des Vertragstextes sowie Nachverhandlungen zu Details einzelner Formulierungen hatten dazu geführt, dass zunächst keine konsolidierte Fassung des Vertrages veröffentlicht wurde, obwohl bereits in mehreren Ländern die Ratifizierungsverfahren begonnen hatten. Die offizielle Publikation der neuen konsolidierten Fassung im Amtsblatt der EU erfolgte am 9. Mai 2008.

### Keine Lösung des institutionellen Demokratiedefizits
Durch den Vertrag von Lissabon werden die Angelegenheiten mit Mitentscheidungsverfahren des Europäischen Parlaments ausgeweitet, sodass nun in nahezu allen Politikbereichen das Parlament gleichrangige Gesetzgebungsbefugnisse besitzt wie der Rat der EU. Damit soll einer wesentlichen Forderung zur Überwindung der fehlenden Gewaltenteilung im Rat und damit zur Verbesserung der demokratischen Legitimation der EU-Gesetzgebung entgegengekommen werden. Außerdem sollen dem Vertrag zufolge die Sitzungen des Rates immer dann öffentlich stattfinden, wenn dieser legislativ tätig wird, womit dem Vorwurf der Intransparenz entgegengetreten wird. Dennoch bleiben in den Augen der Kritiker wichtige Aspekte des institutionellen Demokratiedefizits der EU ungelöst. Auch das deutsche Bundesverfassungsgericht bewertet den Vertrag von Lissabon zurückhaltend: Er führe die Union nicht auf eine neue Entwicklungsstufe der Demokratie. Allgemein kritisiert werden unter anderem:
- die weiterhin nur indirekte, mittelbare demokratische Legitimation der EU-Kommission
- die Beibehaltung der degressiven Proportionalität bei der Sitzverteilung im Europäischen Parlament, in der ein Verstoß gegen das Prinzip der Wahlgleichheit gesehen wird[50] (darauf begründet, wird das Europaparlament als Repräsentation lediglich der verschiedenen europäischen Völker und nicht eines einheitlichen Volkswillens bezeichnet)[50] (siehe Grafik)
- das weiterhin fehlende Initiativrecht des Parlaments
- die weiterhin fehlenden Zuständigkeiten des Parlaments in der Außen- und Sicherheitspolitik und
- die (trotz des neu eingeführten Kompetenzkatalogs) unklare Kompetenzverteilung zwischen nationalen und europäischen Institutionen

Kritiker befürchten zudem, dass mit dem Vertrag von Lissabon der Prozess, die demokratische Legitimität der EU zu erhöhen, als abgeschlossen betrachtet werde, obwohl der Auftrag des EU-Gipfels von Laeken, die Strukturen der EU zu demokratisieren, weiterhin unerfüllt bleibe. Grundlage dieser Kritik ist die Präambel des Reformvertrages, der zufolge es Ziel des Vertrags ist, den „Prozess, mit dem die Effizienz und die demokratische Legitimität der Union erhöht […] werden sollen, abzuschließen“.
Kritisiert wurde auch eine angebliche Beschönigung der demokratischen Verhältnisse durch den Vertragstext. So heißt es in Art. 14 Abs. 1 EUV, dass das Parlament den Präsidenten der Kommission „wählt“; aus Art. 17 Abs. 7 EUV geht jedoch hervor, dass diese Wahl auf Vorschlag des Europäischen Rats stattfindet: Das Parlament kann den vom Europäischen Rat genannten Kandidaten zwar ablehnen, jedoch keinen eigenen Vorschlag einbringen.

### Militarismusvorwurf
Eine heftige Diskussion lösten schließlich die verteidigungspolitischen Bestimmungen aus, die aus dem Verfassungsvertrag übernommen wurden. So erwähne der Vertrag bei der Formulierung der Gemeinsamen Sicherheits- und Verteidigungspolitik zwar „zivile und militärische Mittel“, betone aber allzu sehr die letzteren. Besonders umstritten ist ein Passus in Art. 42 Abs. 3 EU-Vertrag in der Fassung des Vertrags von Lissabon, dem zufolge sich die Mitgliedstaaten verpflichten, „ihre militärischen Fähigkeiten schrittweise zu verbessern“, worin Kritiker eine Verpflichtung zur Aufrüstung sehen. Außerdem werden die Kompetenzen der Europäischen Verteidigungsagentur, etwa bei der Ermittlung des Rüstungsbedarfs, kritisiert.
Befürworter halten dem entgegen, dass Art. 42 EU-Vertrag lediglich die Gemeinsame Sicherheits- und Verteidigungspolitik präzisiere, die bereits im Vertrag von Maastricht als Unionsziel verankert und bereits in Art. 17 EU-Vertrag in der Fassung des Vertrags von Nizza vorgesehen ist. Zudem betonen sie, dass die EU-Institutionen grundsätzlich nur im Sinne der zu Beginn des Vertragswerks angeführten allgemeinen Ziele der Union tätig werden dürfen, zu denen nach Art. 3 EU-Vertrag unter anderem die Förderung des Friedens, die gegenseitige Achtung unter den Völkern, der Schutz der Menschenrechte und die Wahrung der Grundsätze der Charta der Vereinten Nationen zählen.
In einem gemeinsamen Schreiben an den Außen-Beauftragten Josep Borrell forderten die Verteidigungsminister Deutschlands, Frankreichs, Italiens und Spaniens 2020, die Solidarität und Widerstandsfähigkeit der EU zu stärken, eine gemeinsame Bedrohungsanalyse voranzutreiben und die Ständige Strukturierte Zusammenarbeit zu konsolidieren.

### Dokumente
- Vertrag von Lissabon vom 13. Dezember 2007
- Vertrag über die Europäische Union und Vertrag über die Arbeitsweise der Europäischen Union in den konsolidierten Fassungen vom 30. März 2010
- Offizielle Liste der Hinterlegung der Ratifikationsurkunden in Rom (Seite dauerhaft nicht mehr abrufbar, festgestellt im Februar 2024. Suche in Webarchiven)

### Dossiers und Überblicksdarstellungen
- Livia Schrödel (Bearb.):  Der Vertrag von Lissabon Annotierte Kurzbibliografie
- Dossier der Webplattform euractiv.com über den Vertrag von Lissabon und den Ratifikationsprozess
- EurActiv.de Darstellung der deutschen Debatte zu den Lissabon-Begleitgesetzen (mit Entwürfen und Positionen der einzelnen Parteien)
- Einführung mit animierter Grafik (tagesschau.de)
- Übersicht mit den Zielen und Neuerungen sowie der Geschichte des Vertrags von Lissabon der Landeszentrale für politische Bildung BW
- Übersicht der Kritikpunkte am Vertrag von Lissabon im Internetmagazin sciencegarden (Memento vom 11. März 2016 im Internet Archive) (sciencegarden.de)
- Fragen und Antworten zum Vertrag von Lissabon für Journalisten (PDF; 251 kB)
- Jonas Sturies, Ermächtigt der Vertrag von Lissabon wirklich zum Erlass supranationaler Wirtschaftsstrafgesetze?